# 28. Februar
Der 28. Februar ist der 59. Tag des gregorianischen Kalenders, somit bleiben 306 Tage (in Schaltjahren 307 Tage) bis zum Jahresende.

## Ereignisse

### Politik und Weltgeschehen
- 0202 v. Chr.: Nach der gemeinsamen Zerstörung der Qin-Dynastie im Kaiserreich China besiegt der Heerführer Liu Bang seinen Rivalen Xiang Yu und begründet unter dem kaiserlichen Namen Han Gaozu die Han-Dynastie.
- 0380: Im Dreikaiseredikt Cunctos populos von Thessaloniki schaffen die Herrscher Theodosius I., Gratian und Valentinian II. das Fundament für das Christentum als römische Reichskirche.
- 1525: Der spanische Konquistador Hernán Cortés lässt den letzten Aztekenherrscher von Tenochtitlan, Cuauhtémoc, wegen angeblichen Hochverrats hinrichten.

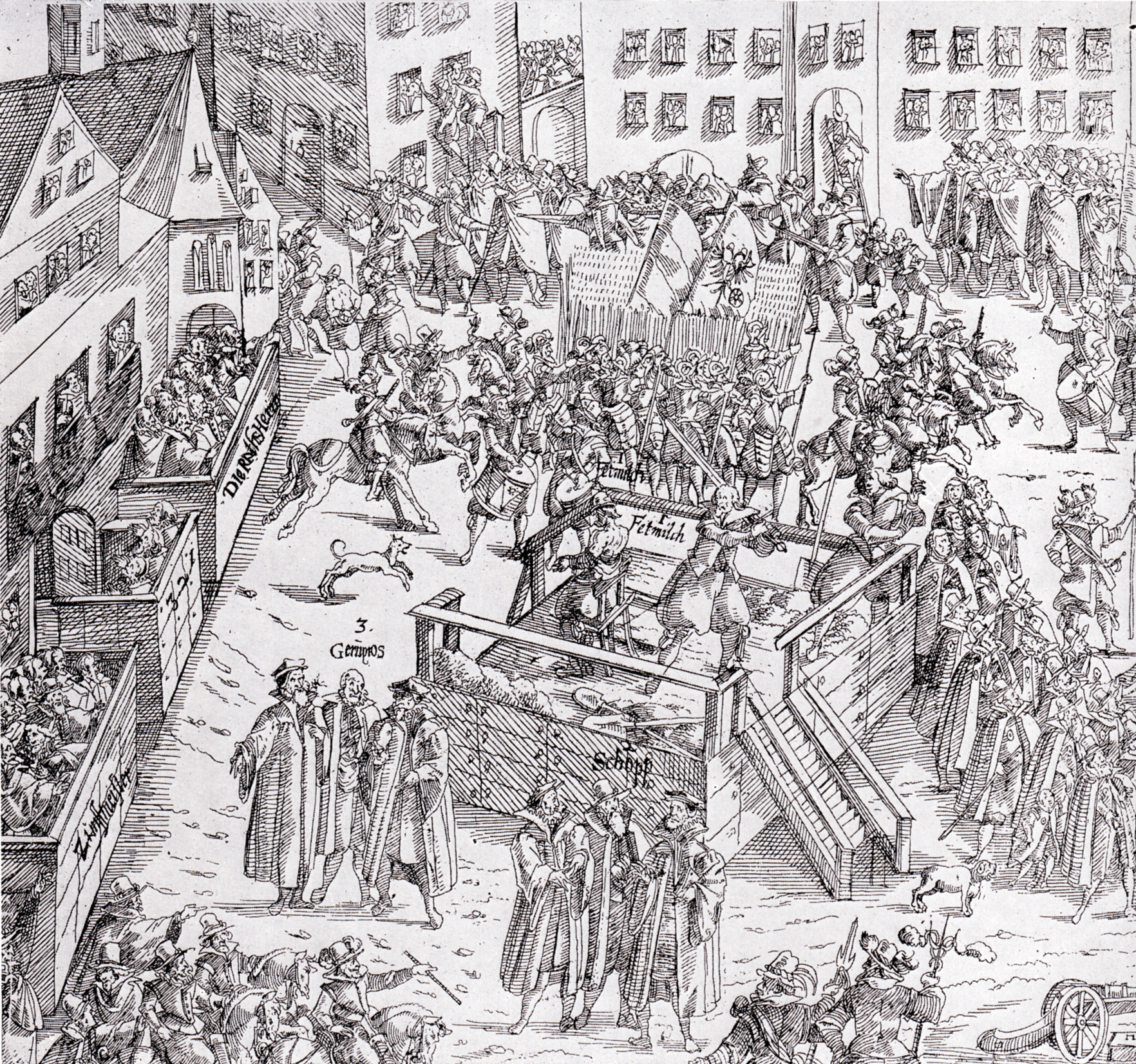
1616: Die Hinrichtung Fettmilchs

- 1616: Die Rädelsführer des sogenannten Fettmilch-Aufstandes in Frankfurt am Main, Vincenz Fettmilch, Konrad Gerngroß, Konrad Schopp und Georg Ebel, werden auf dem Frankfurter Roßmarkt hingerichtet.

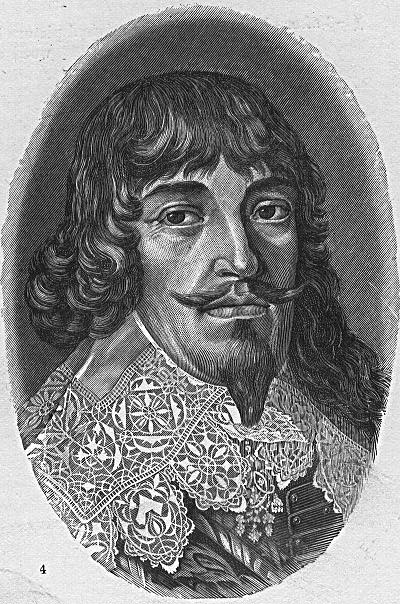
1638: Bernhard von Sachsen-Weimar

- 1638: Nach dem verlorenen ersten Aufeinandertreffen mit einem kaiserlich-bayerischen Entsatzheer in der Schlacht bei Rheinfelden muss Bernhard von Sachsen-Weimar im Dreißigjährigen Krieg die Belagerung der Reichsstadt Rheinfelden zunächst aufgeben.
- 1653: Im Englisch-Niederländischen Krieg kommt es zur Seeschlacht bei Portland. Nach dreitägigem Kampf, bei dem die niederländischen Verluste höher sind, ist die englische Vorherrschaft im Ärmelkanal wiederhergestellt.
- 1810: Das Königreich Bayern tritt auf Druck Napoleon Bonapartes im Vertrag von Paris das südliche Tirol an das Königreich Italien ab und wird dafür mit umfangreichen anderen Gebietsgewinnen entschädigt.
- 1813: Mit dem Vertrag von Kalisch mit Russland wechselt Preußen auf die Seite der Koalition gegen Napoleon Bonaparte.
- 1854: In Wisconsin wird die Republikanische Partei in den USA gegründet, die sich gegen eine Ausbreitung der Sklaverei wendet. Ihr gehören viele Gegner des Kansas-Nebraska Acts an.

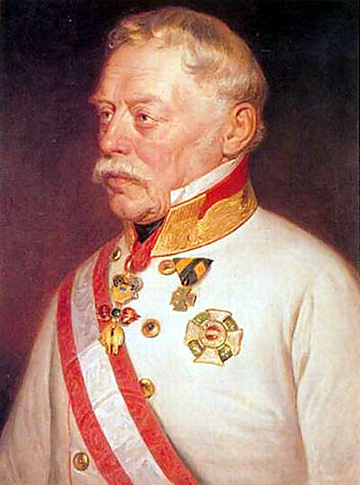
1857: Josef Graf Radetzky

- 1857: Nach 72 Dienstjahren wird der österreichische Feldmarschall Josef Wenzel Radetzky von Radetz im Alter von 90 Jahren in den Ruhestand versetzt.
- 1897: Die letzte madagassische Königin Ranavalona III. wird vom französischen General Joseph Gallieni abgesetzt und ins Exil verbannt.
- 1900: Per Gesetz werden im Großherzogtum Baden Frauen uneingeschränkt zum Hochschulstudium zugelassen.
- 1922: Großbritannien entlässt mit der Declaration to Egypt Ägypten in eine weitgehende Unabhängigkeit. Die Schutzmacht behält sich bestimmte Rechte in ihrem früheren Protektorat vor, das am 15. März ein Königreich wird.

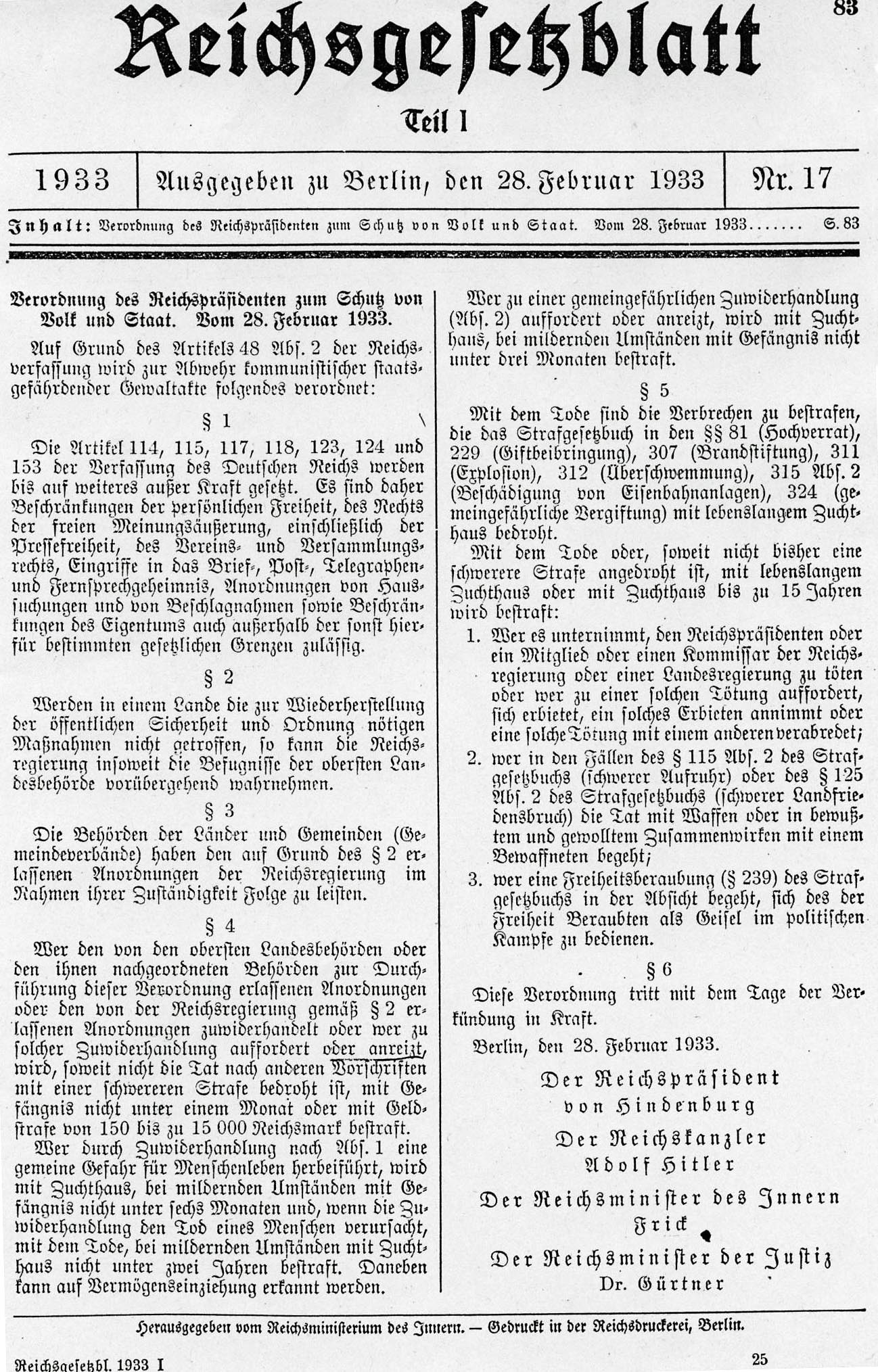
1933: Reichstagsbrandverordnung

- 1933: Einen Tag nach dem Reichstagsbrand erlässt der deutsche Reichspräsident Paul von Hindenburg die Verordnung des Reichspräsidenten zum Schutz von Volk und Staat. Diese bildet die Grundlage für die spätere Gleichschaltung des Deutschen Reiches.
- 1933: Der Schriftsteller und Herausgeber der Weltbühne, Carl von Ossietzky, wird von den Nationalsozialisten verhaftet und in Berlin-Spandau interniert, danach erfolgt die Überführung in das KZ Sonnenburg, später KZ Esterwegen im Emsland.

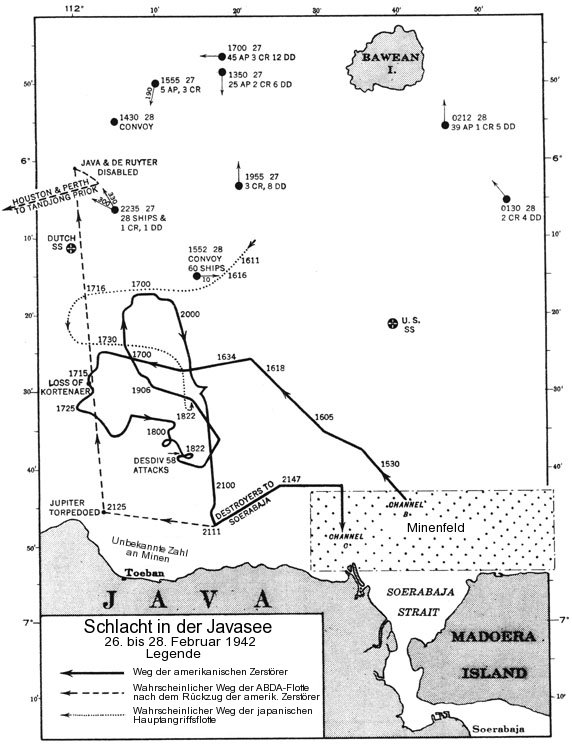
1942: Schlacht in der Javasee

- 1942: In der Schlacht in der Javasee im Pazifikkrieg vernichtet die japanische Flotte den Großteil der ABDA-Flotte des bereits am 25. Februar aufgelösten alliierten ABDACOM und besetzt anschließend Java. Die Kreuzer Houston und Perth können zunächst entkommen, werden aber noch am selben Tag in der Sundastraße in eine weitere Seeschlacht verwickelt und versenkt.
- 1943: In der zweiten Stilllegungsaktion verfügt die Reichspressekammer das Einstellen von 950 Zeitungen in Deutschland wegen Rohstoffknappheit.
- 1947: Ein Streit am Vortag um eine Zigarettenverkäuferin in Taipeh löst auf Taiwan einen landesweiten Aufstand gegen die Regierung der Republik China aus, der bis Mitte März über 10.000 Tote fordert.
- 1961: Das deutsche Bundesverfassungsgericht erklärt die Deutschland-Fernsehen GmbH für verfassungswidrig, weil der Bund in Kompetenzen der Länder eingreife, und beendet damit Konrad Adenauers Projekt eines privaten Fernsehsenders.
- 1977: In der Bundesrepublik Deutschland erscheint Der Spiegel mit der Titelgeschichte Verfassungsschutz bricht Verfassung – Lauschangriff auf Bürger T. Damit wird die Abhöraktion des Bundesamtes für Verfassungsschutz (BfV) gegen den Atomphysiker Klaus Traube, die Lauschaffäre Traube, aufgedeckt, in deren Folge Innenminister Werner Maihofer zurücktreten muss.
- 1981: In Schleswig-Holstein findet mit der Großdemonstration bei Brokdorf die bis dahin größte Demonstration der Bundesrepublik Deutschland statt.

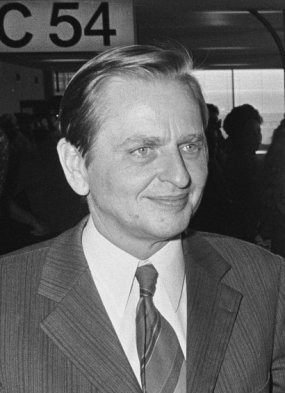
1986: Olof Palme

- 1986: In Stockholm wird der schwedische Premierminister Olof Palme auf offener Straße erschossen; die Umstände bleiben ungeklärt.
- 1997: Beginn des „postmodernen“, „sanften“ oder „stillen“ Putsches in der Türkei: Der Nationale Sicherheitsrat beschließt auf Drängen der Militärs ein 18 Punkte umfassendes Memorandum gegen islamistische Tendenzen. Infolge des dadurch eingeleiteten Prozesses muss der selbst islamistisch orientierte Ministerpräsident Necmettin Erbakan (Wohlfahrtspartei) vier Monate später zurücktreten.
- 2003: Václav Klaus wird mit knapper Mehrheit zum Staatspräsidenten der Tschechischen Republik gewählt.

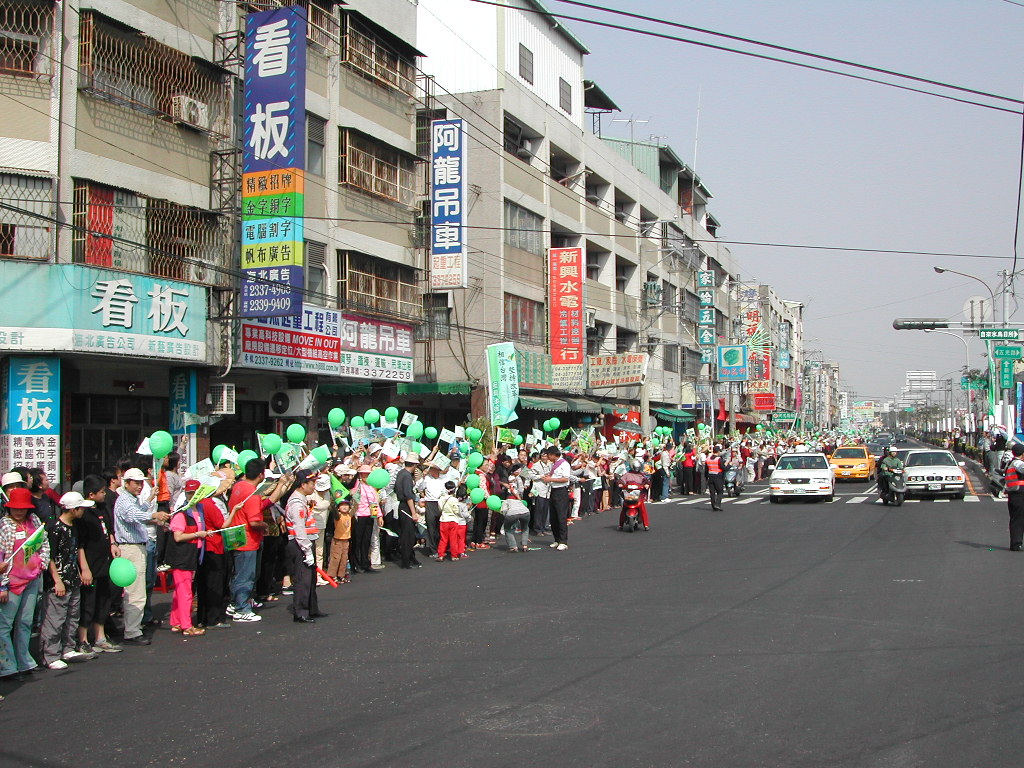
2004: 228-Hand-in-Hand-Kundgebung

- 2004: Über eine Million Menschen formen in Taiwan eine 500 km lange Menschenkette im Gedenken an den Zwischenfall vom 28. Februar 1947 und zur Mahnung für Frieden.
- 2005: Der pro-syrische Ministerpräsident des Libanon, Omar Karami, tritt wegen der anhaltenden Proteste der Zedernrevolution im Gefolge der Ermordung seines Vorgängers Rafiq al-Hariris am 14. Februar zurück.
- 2025: Der US-amerikanische Präsident Donald Trump und Vizepräsident JD Vance empfangen den ukrainischen Präsidenten Wolodymyr Selenskyj im Weißen Haus zu dessen Staatsbesuch. Das Treffen endet mit einem weltweit beachteten Eklat: Trump und Vance unterstellten Selenskij vor laufenden Kameras Respektlosigkeit und Undankbarkeit, dann beendeten sie das Treffen vorzeitig.

### Wirtschaft
- 1827: Der US-Bundesstaat Maryland verabschiedet das Gesetz zur Bildung der Baltimore and Ohio Railroad. Sie wird in der Folge die erste Eisenbahngesellschaft in den USA für den öffentlichen Güter- und Personenverkehr.
- 1946: Die französische Sportzeitung L’Équipe erscheint mit der Erstausgabe.
- 1990: In der Sowjetunion wird es den privaten Bauern ermöglicht, Grund und Boden zu kaufen und an ihre Nachkommen zu vererben. Damit wird die Landreform basierend auf dem Leninschen Dekret über Grund und Boden des Jahres 1917 gelockert.
- 1991: Der Fernsehsender Premiere beginnt als erstes deutsches Bezahlfernsehen mit der Sendungsausstrahlung.
- 2002: Zwei Monate nach Ausgabe des Euro-Bargeldes werden die jeweiligen früheren Landeswährungen in der Eurozone letztmals regulär von Handel und Banken angenommen.

### Wissenschaft und Technik

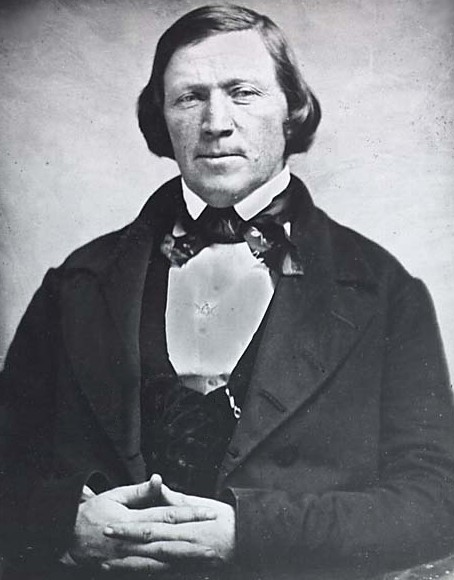
1850: Brigham Young

- 1850: Brigham Young, der zweite Präsident der Kirche Jesu Christi der Heiligen der Letzten Tage und Prophet der Mormonen, gründet die University of Deseret, den Vorläufer der heutigen University of Utah in Salt Lake City.
- 1873: Der norwegische Arzt Gerhard Armauer Hansen beschreibt seine Beobachtungen über den von ihm entdeckten Lepraerreger Mycobacterium leprae.
- 1928: Der indische Physiker C. V. Raman weist experimentell eine bestimmte Streuung des Lichts nach, die nach dem Entdecker benannte Raman-Streuung. Die Entdeckung und seine Arbeiten über die Diffusion des Lichts werden 1930 mit dem Nobelpreis für Physik gewürdigt.

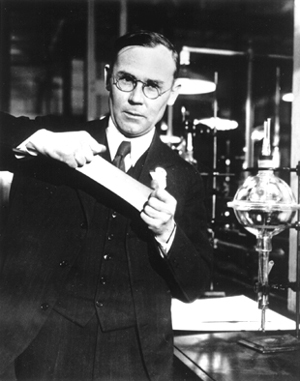
1935: Wallace Hume Carothers

- 1935: Wallace Hume Carothers und Julian Werner Hill gelingt in einem Labor der Firma DuPont die Herstellung der Kunstfaser Nylon.

1953: Modell der DNS-Doppelhelix

- 1953: Die englischen Biochemiker James Watson und Francis Crick enträtseln aufgrund von Daten der Röntgenstrukturanalyse von Rosalind Franklin und Maurice Wilkins die Struktur der Erbsubstanz Desoxyribonukleinsäure (DNS).
- 1959: Mit dem ersten Start einer Trägerrakete von der Vandenberg Air Force Base in Kalifornien wird der Spionagesatellit Discoverer 1 in eine Erdumlaufbahn gebracht. Discoverer ist ein Deckname für das Corona-Programm der Vereinigten Staaten.

### Kultur
- 1828: Die Uraufführung des Dramas Ein treuer Diener seines Herrn von Franz Grillparzer findet mit Erfolg in Gegenwart von Kaiser Franz I. statt. Wenig später wird das Stück aber stillschweigend aus dem Spielplan entfernt, nachdem sich Grillparzer weigert, es dem Kaiser zu verkaufen, der so weitere Aufführungen und den Druck zu verhindern versucht.

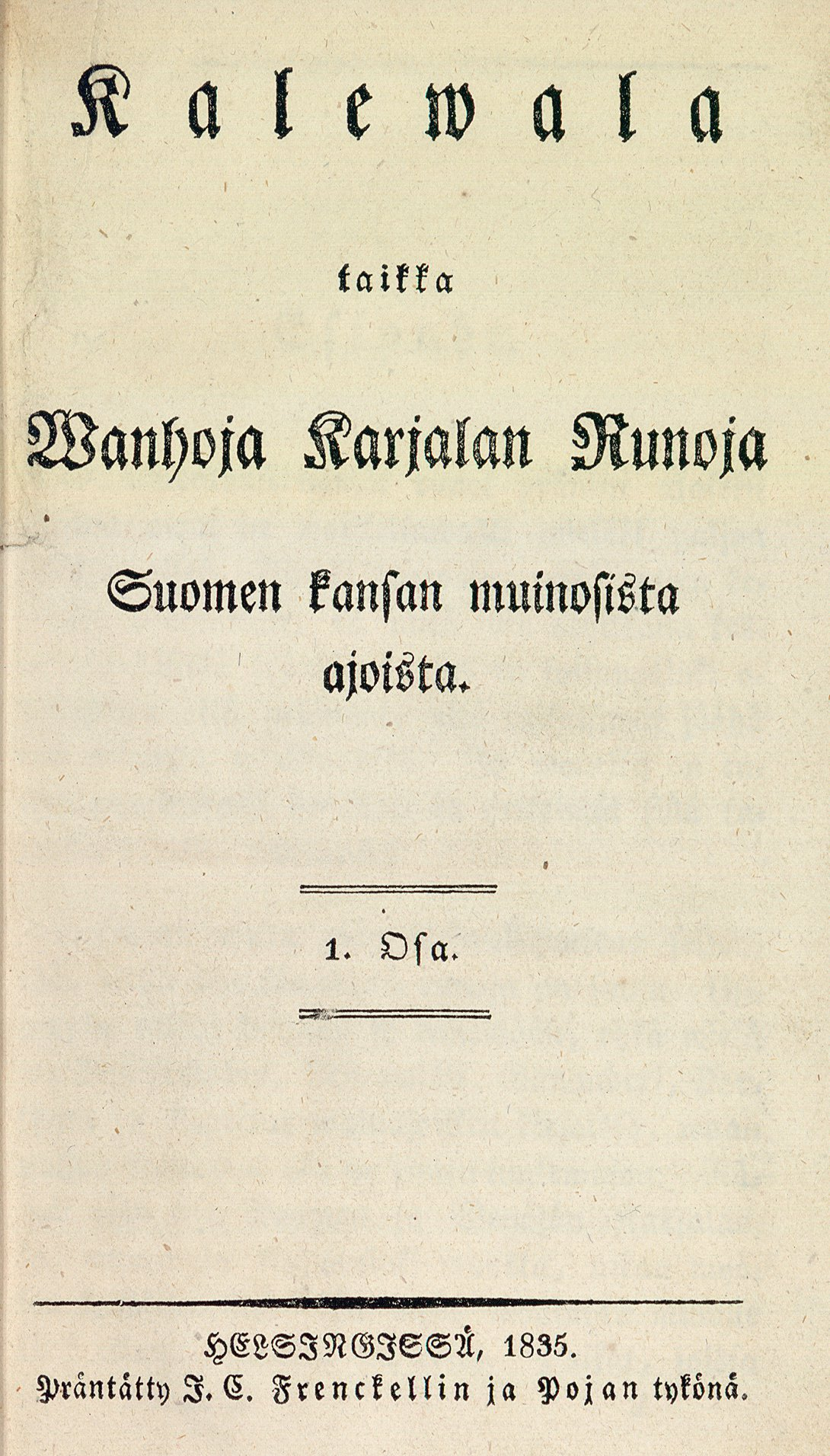
1835: Erstausgabe des Kalevala

- 1835: Eine erste Version von Elias Lönnrots finnischem Nationalepos Kalevala erscheint. In Finnland wird dieses Datum heute als „Kalevala-Tag“ begangen.
- 1913: Die deutschsprachige Erstaufführung am Theater an der Wien ist die Grundlage für den Welterfolg des Theaterstücks Liliom des ungarischen Dramatikers Ferenc Molnár, das nach der Uraufführung in Budapest am 7. Dezember 1909 von Presse und Publikum verrissen worden ist. Regisseur Alfred Polgar hat das Stück nach Wien verlegt, Direktor Josef Jarno und seine Gattin Hansi Niese spielen die Hauptrollen.
- 1933: Bertolt Brecht und Helene Weigel gehen ins Exil nach Prag.

1962: Oberhausener Manifest

- 1962: Im Oberhausener Manifest schlägt die Geburtsstunde des Jungen Deutschen Films. Auf einer Pressekonferenz wird Papas Kino von der Oberhausener Gruppe für tot erklärt.
- 1971: Das Ballett Carmen von John Cranko nach der gleichnamigen Novelle von Prosper Mérimée mit Musik von Wolfgang Fortner in Zusammenarbeit mit Wilfried Steinbrenner wird im Großen Haus der Württembergischen Staatstheater in Stuttgart vom Stuttgarter Ballett uraufgeführt. Die Titelrolle tanzt Marcia Haydée.
- 1974: Im New Yorker Museum of Modern Art wird Pablo Picassos berühmtes Werk Guernica mit einem Text besprüht.

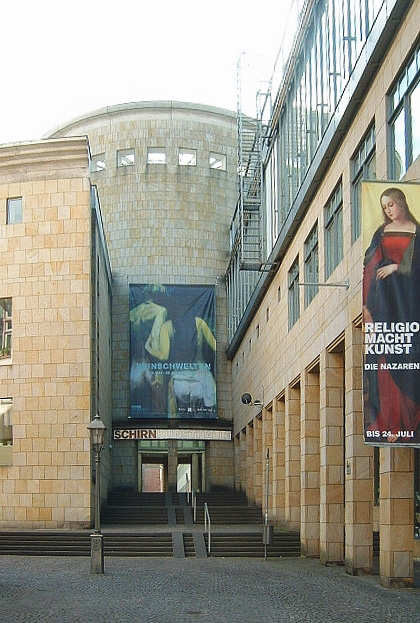
1986: Kunsthalle Schirn in Frankfurt

- 1986: Die Schirn Kunsthalle Frankfurt wird eröffnet.

### Gesellschaft

1993: Fahne der Branch Davidians, die während der Belagerung auf Mount Carmel gehisst wurde

- 1993: Das Bureau of Alcohol, Tobacco and Firearms versucht wegen des Verdachts auf sexuellen Missbrauchs Minderjähriger, den Mount Carmel, das Hauptquartier der Davidianer in Waco, Texas, zu durchsuchen. Dabei kommt es zu einem Feuergefecht und einer anschließenden Belagerung der Farm, die bis zum 19. April andauert.

### Religion
- 1870: Durch den Ferman zur Errichtung des Bulgarischen Exarchats des osmanischen Sultans Abdülaziz erhält die bulgarische orthodoxe Kirche in Form eines Exarchats ihre Unabhängigkeit zurück.
- 1926: In der Enzyklika Rerum ecclesiae weist Papst Pius XI. auf die Pflicht zur Missionsarbeit hin. Missionare sollen auch aus den Missionsländern selbst entstehen.

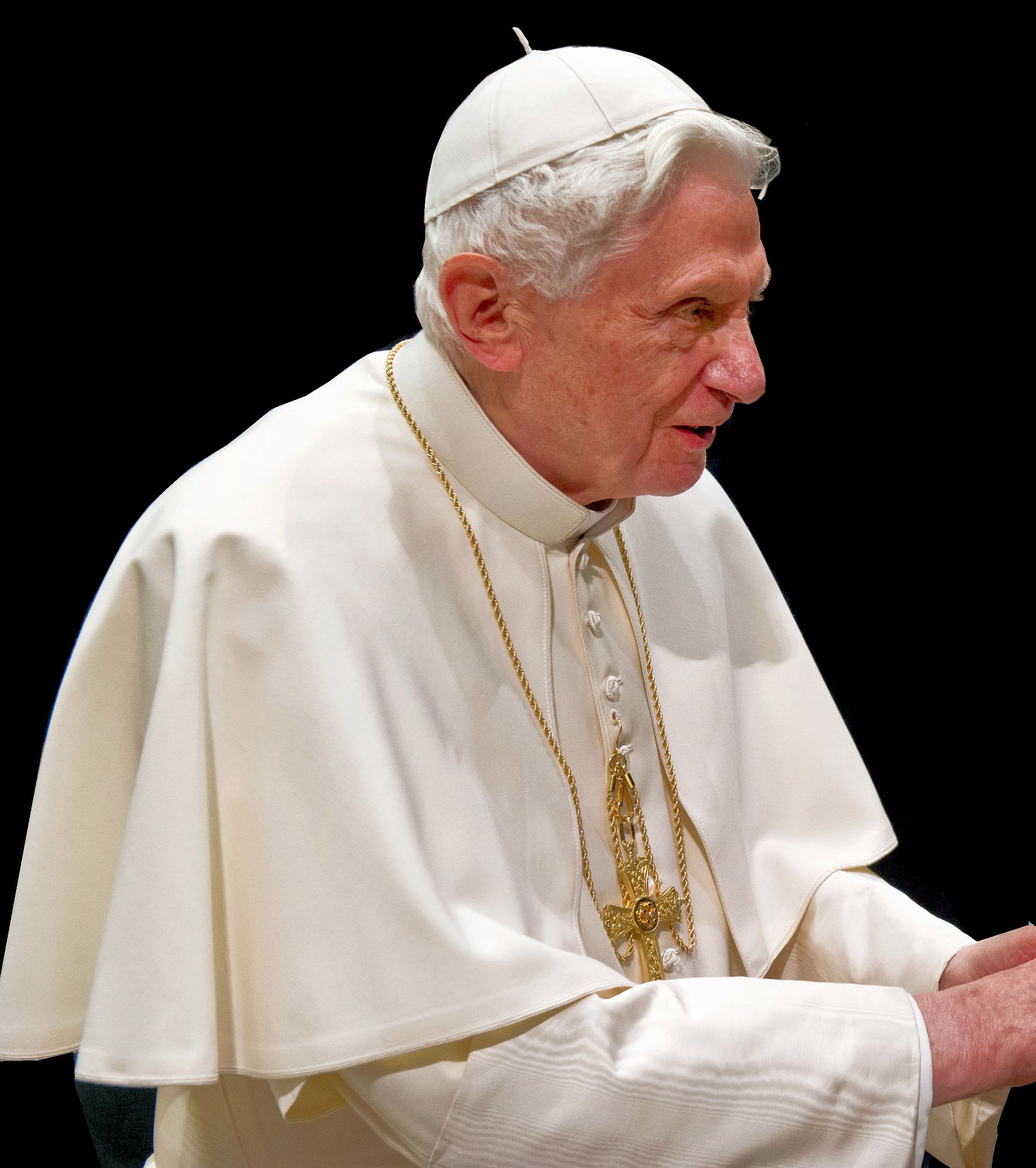
2013: Benedikt XVI.

- 2013: Das Pontifikat von Papst Benedikt XVI. endet an diesem Tag um 20:00 Uhr aufgrund seines freiwilligen Amtsverzichts vom 11. Februar 2013.

### Katastrophen

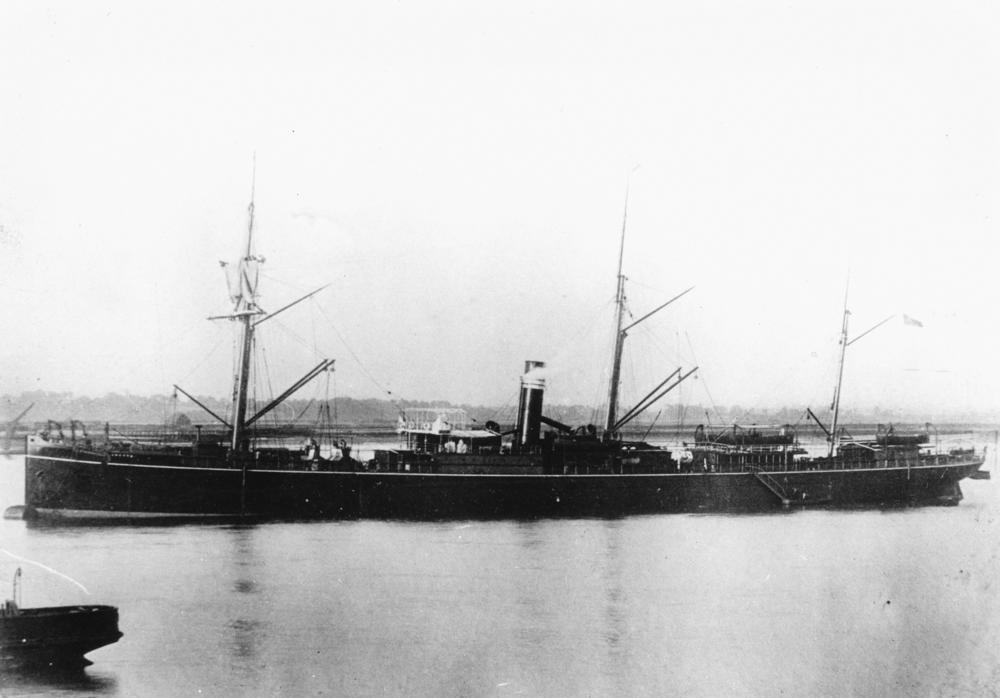
1890: Quetta

- 1890: In der Torres-Straße an der Küste von Queensland sinkt das Passagierschiff Quetta nach der Kollision mit einem Unterwasserfelsen. 134 Menschen kommen ums Leben.
- 1997: Bei einem Erdbeben der Stärke 6,1 in Armenien und Aserbaidschan kommen rund 1.100 Menschen ums Leben.
- 1997: Ein Erdbeben im Norden des Iran fordert etwa 3.000 Tote.

Kleinere Unglücksfälle sind in den Unterartikeln von Katastrophe und in der Liste von Katastrophen aufgeführt.

### Sport

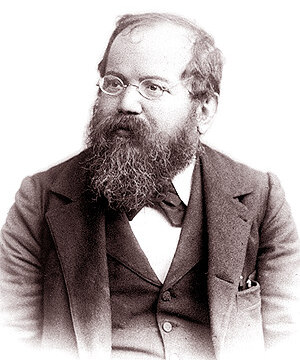
1892: Wilhelm Steinitz

- 1892: Der Österreicher Wilhelm Steinitz verteidigt seinen Weltmeistertitel im Schach durch einen Sieg mit 12,5–10,5 Punkten gegen den Russen Michail Iwanowitsch Tschigorin.
- 1904: Die Mannschaft Sport Lisboa e Benfica wird gegründet, woraus der Sportverein Benfica Lissabon entsteht.
- 1960: In Squaw Valley enden die VIII. Olympischen Winterspiele, die am 18. Februar begonnen haben. Walt Disney ist für die Schlussfeier verantwortlich.
- 1988: Mit der Schlussfeier enden die XV. Olympischen Winterspiele im kanadischen Calgary, die am 13. Februar begonnen und damit erstmals 16 Tage gedauert haben.

Einträge von Leichtathletik-Weltrekorden befinden sich unter der jeweiligen Disziplin unter Leichtathletik.

## Geboren

### Vor dem 18. Jahrhundert
- 1155: Heinrich der Jüngere, als Mitregent seines Vaters Heinrich II. König von England
- 1261: Margrete Aleksandersdotter, norwegische Königin
- 1275: Konrad IV. von Baierbrunn, Adeliger und Truchsess des bayrischen Herzogs
- 1333: William Ferrers, 3. Baron Ferrers of Groby, englischer Adeliger
- 1409: Elisabeth von Luxemburg, Tochter des Kaisers Sigismund und seiner Frau Barbara von Cilli
- 1442: Oswald I. von dem Bergh, Graf von dem Bergh
- 1462: Johanna von Kastilien, Prinzessin von Kastilien, Königin von Portugal
- 1518: Franz III., Dauphin von Frankreich, Herzog der Bretagne

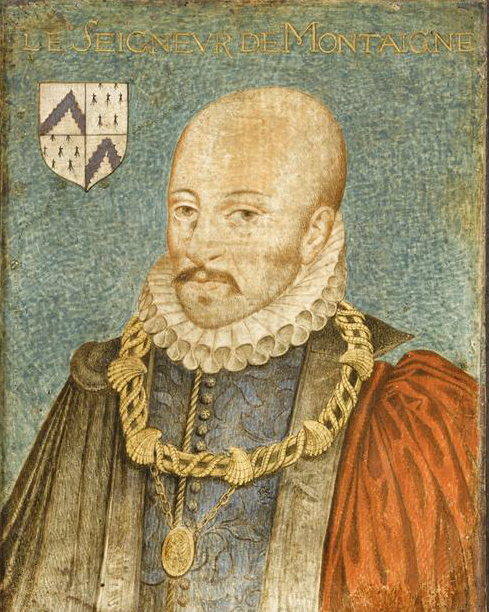
Michel Eyquem de Montaigne (* 1533)

- 1533: Michel de Montaigne, französischer Politiker, Philosoph und Begründer der Essayistik
- 1552: Jost Bürgi, schweizerisch-deutscher Uhrmacher, Instrumentenbauer und Astronom
- 1566: Francesco Erizzo, Doge von Venedig
- 1567: Eleonora de’ Medici, Herzogin von Mantua
- 1573: Elias Holl, deutscher Baumeister
- 1579: Sigismund Weier, deutscher Mathematiker, Bibliothekar und Historiker
- 1589: Maarten Gerritszoon de Vries, niederländischer Seefahrer und Entdecker
- 1597: Albrecht Friedrich, Besitzer der Herrschaften Rosenburg und Mühlingen, Mitglied der Fruchtbringenden Gesellschaft
- 1627: Aubrey de Vere, 20. Earl of Oxford, englischer Adeliger
- 1655: Johann Beer, österreichischer Schriftsteller und Komponist
- 1670: José de Torres, spanischer Organist, Komponist, Musiktheoretiker und Verleger
- 1675: Guillaume Delisle, französischer Kartograf
- 1683: René-Antoine Ferchault de Réaumur, französischer Natur- und Materialforscher, Entomologe
- 1690: Alexei von Russland, Zarewitsch von Russland
- 1698: Sigismund III. Christoph von Schrattenbach, Erzbischof von Salzburg

### 18. Jahrhundert
- 1704: Hans Hermann von Katte, preußischer Offizier und Jugendfreund Friedrichs II.

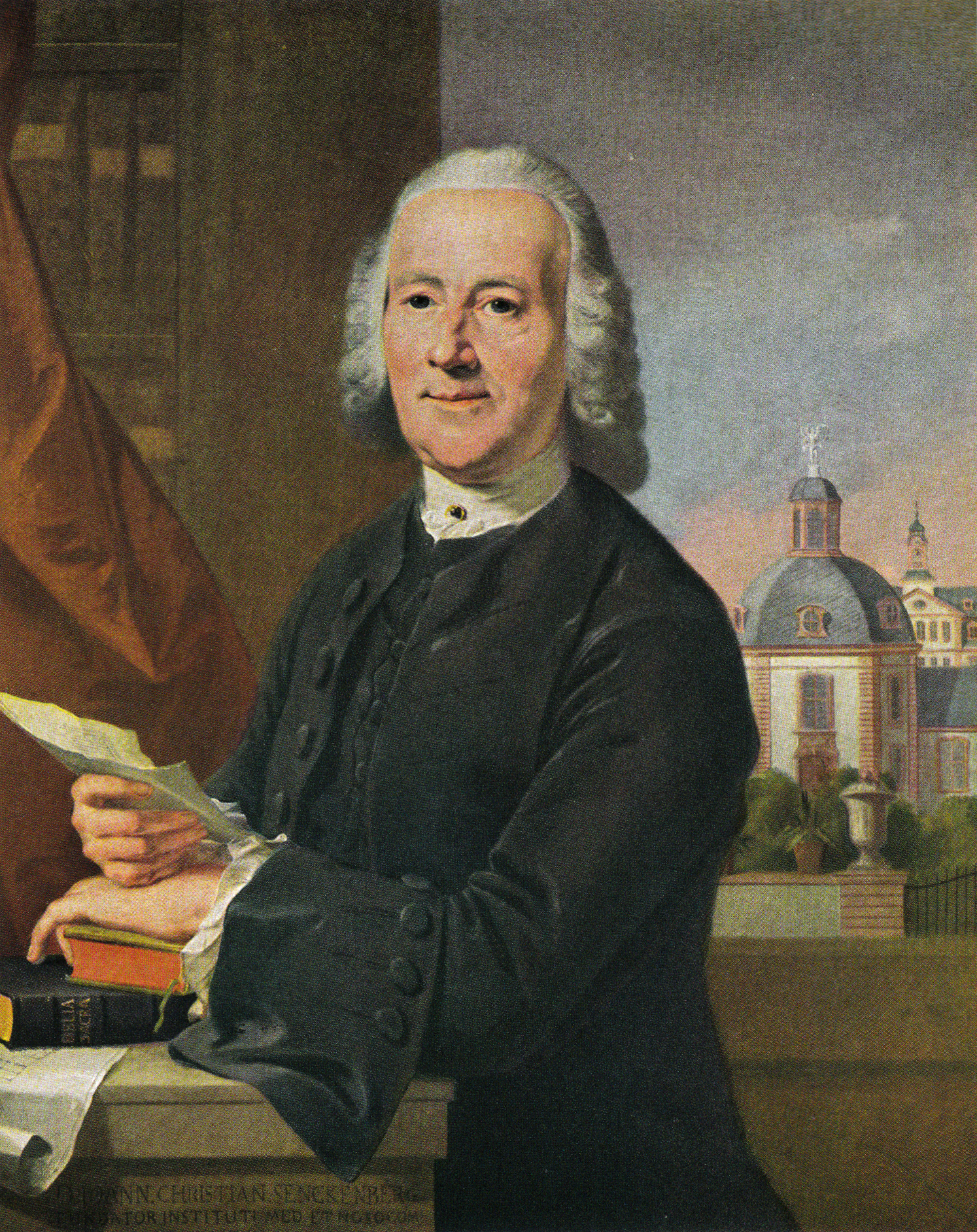
Johann Christian Senckenberg (* 1707)

- 1707: Johann Christian Senckenberg, deutscher Arzt, Stifter, Naturforscher und Botaniker
- 1711: Adam Friedrich von Arnstedt, preußischer Oberst
- 1712: Louis-Joseph de Montcalm, französischer General
- 1713: Louis Augustin d’Affry, Schweizer Militär
- 1714: Gizziello, italienischer Sopran-Kastrat
- 1720: Matthias Desubas, französischer Prediger und evangelischer Märtyrer
- 1724: Anton Römer, österreichischer Orgelbauer
- 1729: Leopold Ludwig von Anhalt, Graf von Anhalt
- 1733: Roman Anton Boos, deutscher Bildhauer
- 1735: Alexandre-Théophile Vandermonde, französischer Musiker, Mathematiker und Chemiker
- 1740: Johanna Isabella Eleonore von Wallenrodt, deutsche Schriftstellerin
- 1742: Johann Sebastian von Clais, deutsch-schweizerischer Uhrmacher, Erfinder und Unternehmer
- 1743: René-Just Haüy, französischer Mineraloge
- 1743: Karoline von Oranien-Nassau-Diez, Fürstin von Nassau-Weilburg
- 1744: Sebastiano Ayala, italienischer Jesuit, Mathematiker, Astronom und Philologe
- 1750: Ignacy Potocki, polnischer Staatsmann und Schriftsteller
- 1752: Johanna Luise von Werthern, deutsche Adelige
- 1754: Gheorghe Șincai, siebenbürgischer Theologe, Historiker und Romanist
- 1755: Maria Theresia von Ahlefeldt, deutsch-dänische Komponistin und Pianistin
- 1759: Timoteo Maria Ascensi, italienischer Bischof
- 1762: Eberhard von Wächter, deutscher Maler
- 1764: Robert Haldane, schottischer Offizier und Laienprediger
- 1766: John Clark, US-amerikanischer Politiker, Gouverneur von Georgia
- 1770: Johann Ludwig von Bernuth, preußischer Beamter
- 1771: François-Josèphe Kinson, flämischer Maler
- 1772: Karl Gottlieb Schweikart, österreichischer Porträtmaler
- 1775: Sophie Tieck, Dichterin und Schriftstellerin der Romantik
- 1776: Charles-Henri Allamand, Schweizer Mediziner
- 1776: Jean-Pierre Boyer, haitianischer Politiker, Staatspräsident
- 1787: Joseph von Armansperg, bayerischer und griechischer Staatsmann
- 1792: Karl Ernst von Baer, deutschbaltischer Naturforscher, Anatom, Zoologe und Entdecker der menschlichen Eizelle
- 1796: Eduard Pistorius, deutscher Genremaler und Radierer
- 1797: Friedrich von Oranien-Nassau, Prinz von Oranien-Nassau und der Niederlande
- 1799: Ignaz von Döllinger, deutscher altkatholischer Theologe

### 19. Jahrhundert

#### 1801–1850

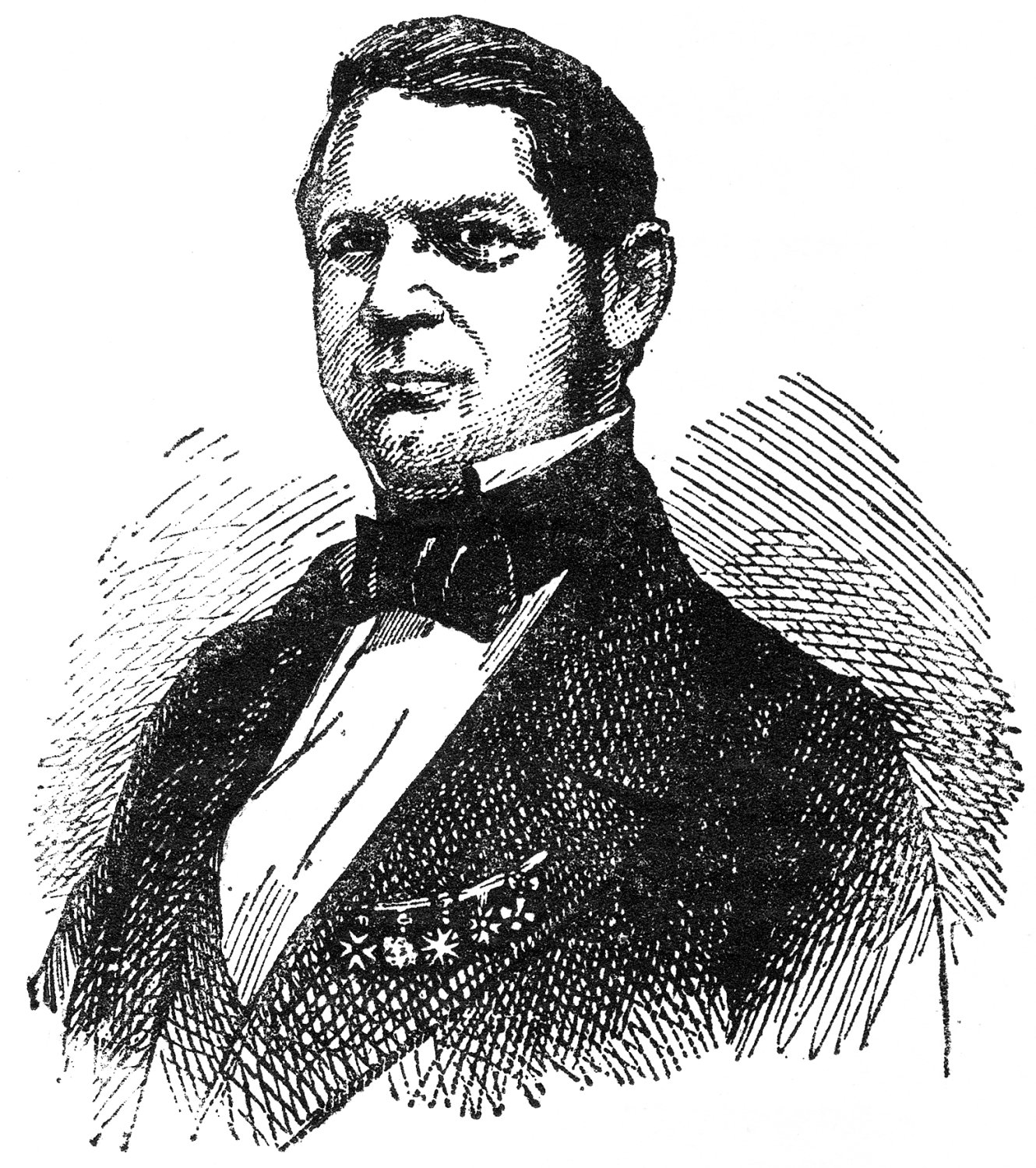
Ernst Friedrich Zwirner (* 1802)

- 1802: Ernst Friedrich Zwirner, deutscher Dombaumeister und Architekt
- 1803: Christian Heinrich von Nagel, deutscher Mathematiker

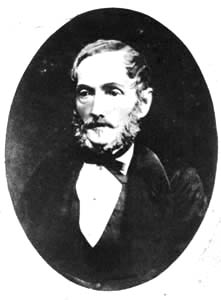
Hercule Florence (* 1804)

- 1804: Hercule Florence, französisch-brasilianischer Maler, Autor, Erfinder und Fotopionier
- 1804: Henry S. Foote, US-amerikanischer Politiker
- 1806: Gustav Eduard Benseler, deutscher Altphilologe und Lexikograf
- 1808: Elias Parish Alvars, britischer Harfenist und Komponist
- 1809: Adolf Henning, deutscher Maler
- 1812: Berthold Auerbach, deutscher Schriftsteller
- 1813: Pomaré IV., tahitianische Königin
- 1815: Andreas Gottschalk, deutscher Arzt
- 1817: Ryszard Wincenty Berwiński, polnischer Dichter
- 1817: Eduard Pape, deutscher Theater-, Dekorations- und Landschaftsmaler
- 1819: Johann Nepomuk Bachmayr, österreichischer Jurist und Dramatiker
- 1819: Johann Ulrich Wagner, Schweizer evangelischer Geistlicher

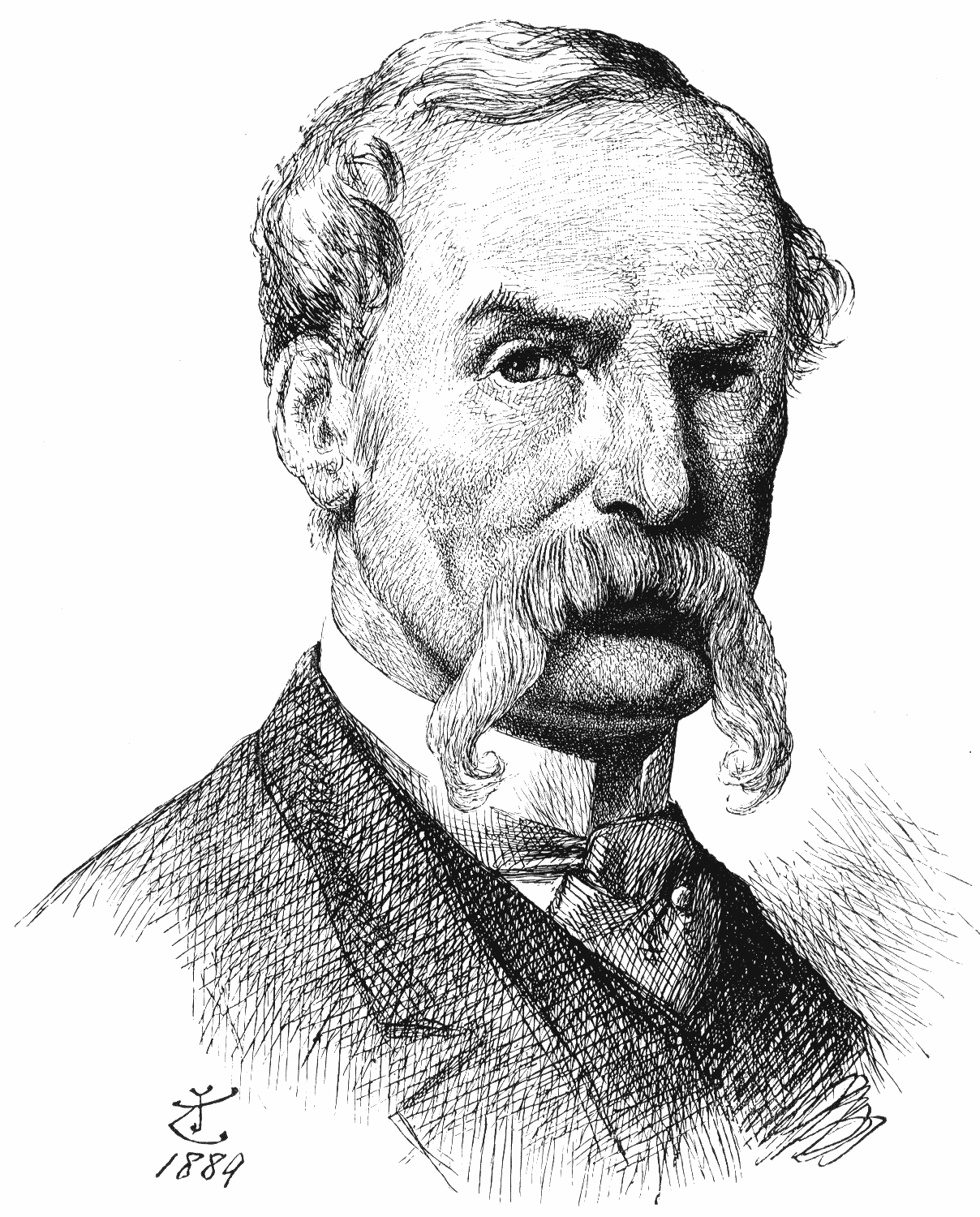
John Tenniel (* 1820)

- 1820: John Tenniel, britischer Illustrator
- 1823: Friedrich Franz II., Großherzog von Mecklenburg-Schwerin
- 1823: Ernest Renan, französischer Schriftsteller, Historiker, Archäologe und Orientalist
- 1824: Karl Maria Kertbeny, österreichisch-ungarischer Schriftsteller und Aktivist der Homosexuellenbewegung
- 1825: Jean-Baptiste Arban, französischer Komponist und Professor
- 1825: Berthold Carl Seemann, deutscher Botaniker
- 1827: Stevenson Archer, US-amerikanischer Politiker
- 1829: Hermann von Vietinghoff, preußisch-deutscher Generalleutnant
- 1833: Carl Hilty, Schweizer Philosoph und Staatsrechtler
- 1833: Alfred von Schlieffen, deutscher Generalfeldmarschall, Chef des Generalstabes und Autor des Schlieffen-Planes
- 1834: Charles Santley, britischer Opern- und Oratoriensänger
- 1836: Karl Attenhofer, schweizerischer Jurist und Bundesrichter
- 1837: Ernst Christian Carl Kruse, deutscher Arzt und Politiker, MdL, MdR
- 1838: Hugo von Bilimek-Waissolm, österreichischer Feldmarschallleutnant
- 1838: Maurice Lévy, französischer Mathematiker, Physiker und Ingenieur

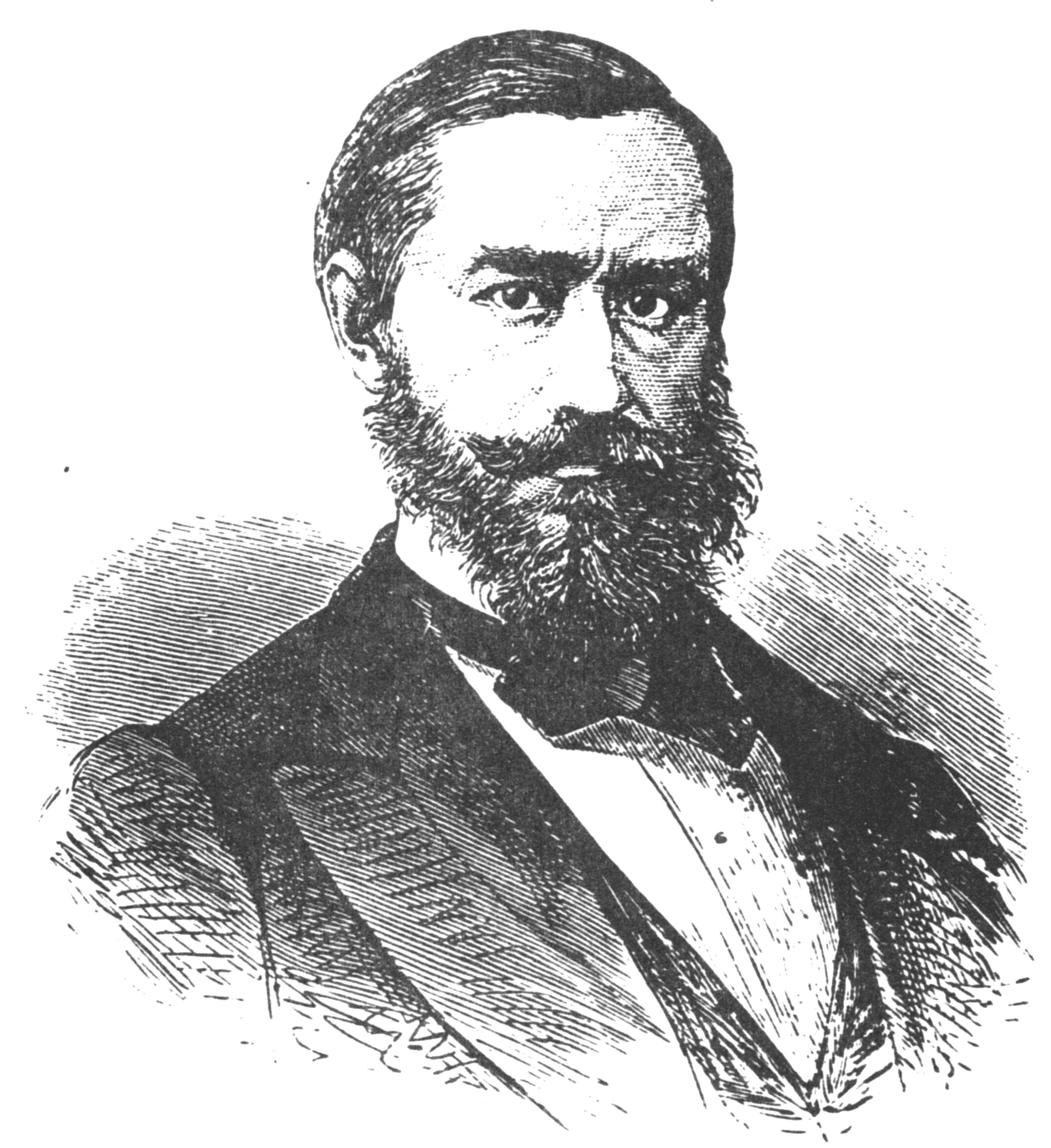
Henri Duveyrier (* 1840)

- 1840: Henri Duveyrier, französischer Afrikareisender
- 1843: Anna Peters, niederländische Malerin

#### 1851–1900
- 1851: Werner Weber, Schweizer Unternehmer und Politiker
- 1852: Anton Maria Schwartz, österreichischer katholischer Priester und Ordensgründer
- 1853: Albert Koebele, deutsch-US-amerikanischer Entomologe
- 1854: Hugo Spieler, deutscher Bildhauer
- 1854: Juliusz Zarębski, polnischer Komponist und Pianist
- 1855: Rafael López Gutiérrez, Präsident von Honduras
- 1860: Mario Ancona, italienischer Sänger und Musikpädagoge
- 1860: Ernst Borkowsky, deutscher Pädagoge, Historiker und Literaturwissenschaftler
- 1861: Leonhard Angerer, österreichischer Naturforscher
- 1861: Julius Bergmann, deutscher Maler
- 1862: Rudolf Huch, deutscher Jurist und Schriftsteller

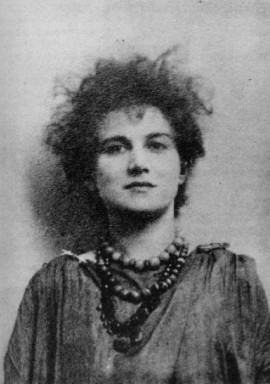
Moina Mathers (* 1865)

- 1865: Moina Mathers, britische Künstlerin und Okkultistin
- 1865: Arnold von Rutkowski, deutsch-baltischer Geistlicher, evangelischer Märtyrer
- 1867: Thomas Theodor Heine, deutscher Maler, Zeichner und Satiriker
- 1869: Hans Kundt, deutsch-bolivianischer General
- 1870: Paul Heidelbach, deutscher Schriftsteller und Stadtarchivar, Herausgeber und Bibliothekar
- 1871: Shimamura Hōgetsu, japanischer Schriftsteller, Literaturkritiker und -wissenschaftler
- 1871: Takayama Chogyū, japanischer Schriftsteller
- 1872: Marjana Domaškojc, sorbische Dichterin und Schriftstellerin
- 1874: Johannes Ude, römisch-katholischer Priester
- 1875: Viliam Figuš-Bystrý, slowakischer Komponist
- 1875: Christie MacDonald, US-amerikanische Sängerin
- 1876: John Alden Carpenter, US-amerikanischer Komponist
- 1877: Gonzalo Argüelles Bringas, mexikanischer Maler
- 1877: Sergei Eduardowitsch Bortkiewicz, ukrainisch-österreichischer Komponist
- 1877: Emil Teubner, deutscher Holzschnitzer und Bildhauer

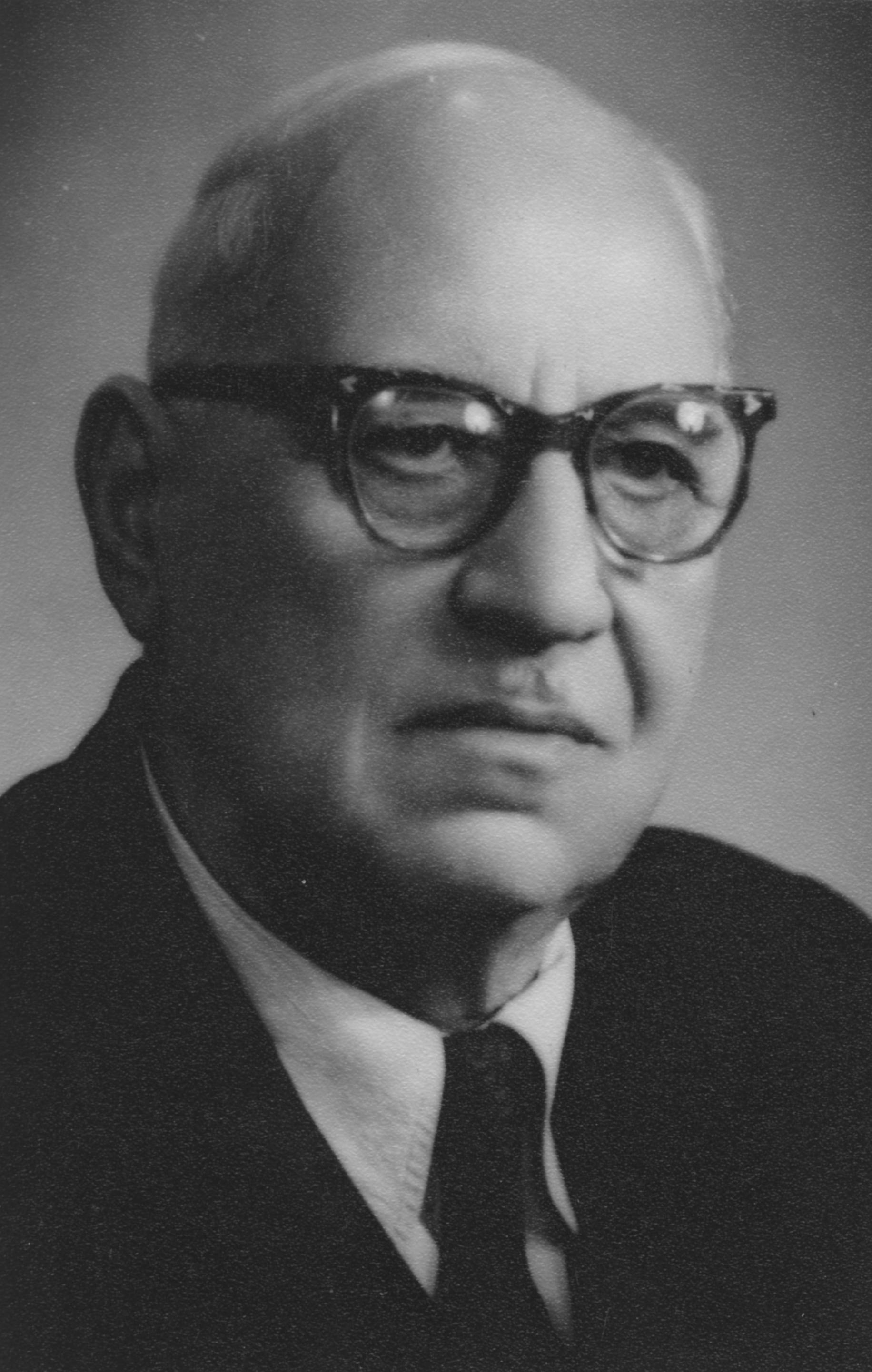
Stephan Angeloff (* 1878)

- 1878: Stephan Angeloff, bulgarischer Wissenschaftler
- 1878: Pierre Fatou, französischer Mathematiker
- 1878: Artur Kapp, estnischer Komponist
- 1879: Walter Gerber, Berner Käsehändler, Erfinder des Schmelzkäses
- 1881: Fernand Sanz, französischer Bahnradsportler
- 1882: Richard Heinrich Stein, deutscher Komponist und Musikschriftsteller
- 1883: Gustav Beckmann, deutscher Musikwissenschaftler, Dirigent und Komponist
- 1885: Theodor Veidl, deutscher Komponist
- 1886: René Beeh, deutscher Maler und Grafiker
- 1886: Victor Boin, belgischer Sportjournalist, Sportler und Sportfunktionär
- 1886: Antonio Scatasso, argentinischer Bandoneonist, Bandleader und Tangokomponist
- 1886: Bede Smith, australischer Rugby-Spieler
- 1888: Eugène Bigot, französischer Dirigent und Komponist
- 1889: Pawel Jefimowitsch Dybenko, russischer Revolutionär und sowjetischer Marineoffizier
- 1889: Koloman Wallisch, österreichischer Arbeiterführer

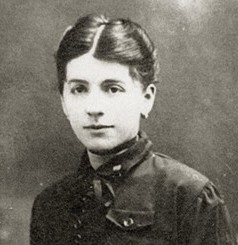
Julie Wohryzková (* 1891)

- 1891: Julie Wohryzek, Verlobte Franz Kafkas, Opfer des Holocaust
- 1893: Wsewolod Illarionowitsch Pudowkin, sowjetischer Filmemacher und Filmtheoretiker

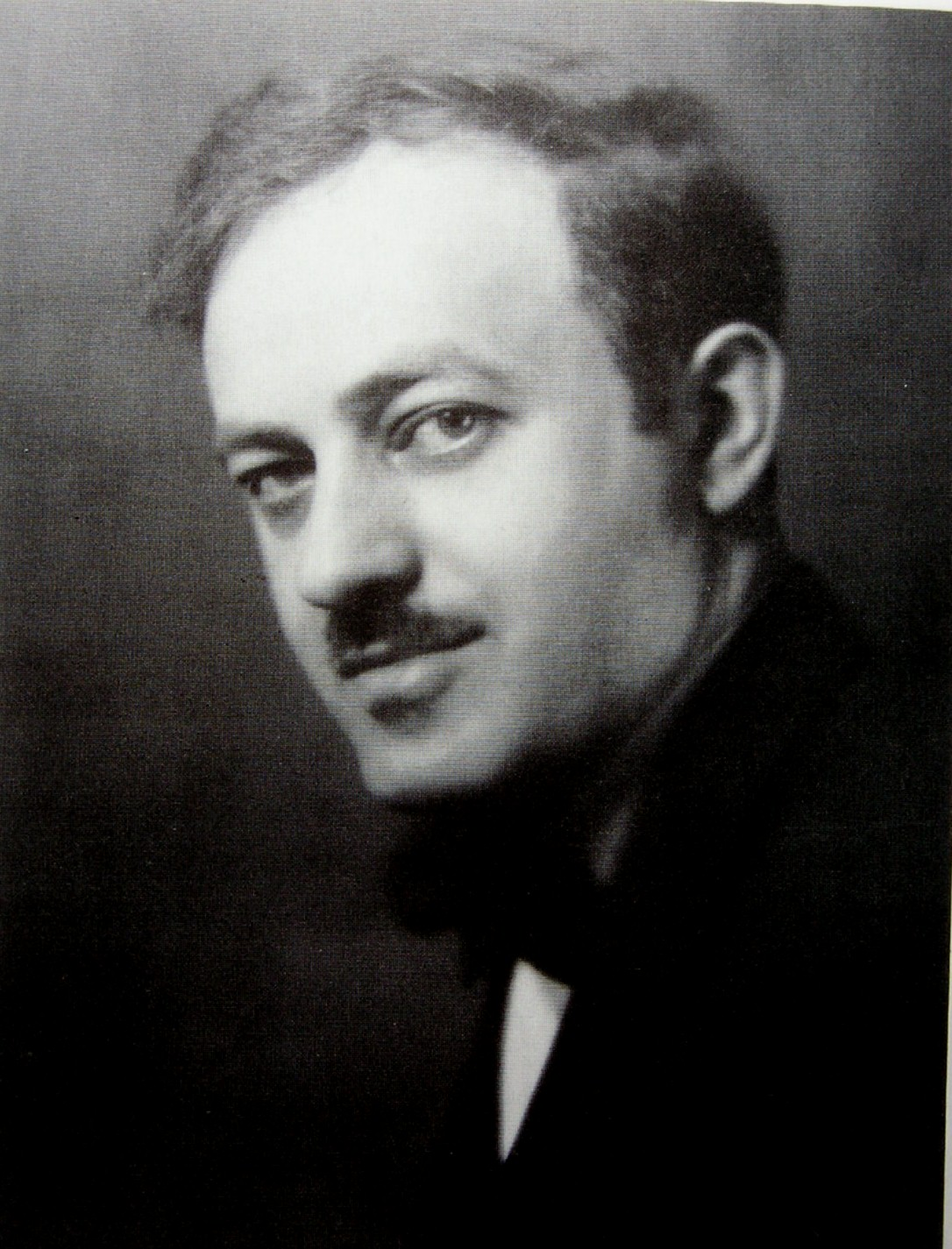
Ben Hecht (* 1894)

- 1894: Ben Hecht, US-amerikanischer Drehbuchautor
- 1894: Josef Hutter, tschechischer Musikwissenschaftler und -pädagoge
- 1894: Friedrich Wilhelm Wagner, deutscher Jurist, Senatspräsident am Bundesverfassungsgericht, Politiker, MdL, MdB
- 1895: Herbert Bellmer, deutscher Lehrer und Schriftsteller
- 1895: Marcel Pagnol, französischer Schriftsteller, Dramaturg und Regisseur
- 1896: Paul Haehling von Lanzenauer, deutscher Generalmajor
- 1896: Philip Showalter Hench, US-amerikanischer Arzt
- 1896: Frédéric de Janzé, französischer Adliger, Großwildjäger, Autorennfahrer und Autor
- 1898: Zeid bin Hussein, irakischer Diplomat
- 1899: Harold Farncomb, australischer Marineoffizier und Rechtsanwalt
- 1900: Wolf Hirth, deutscher Segelflugpionier

### 20. Jahrhundert

#### 1901–1925
- 1901: Rudolf Nilsen, norwegischer Dichter

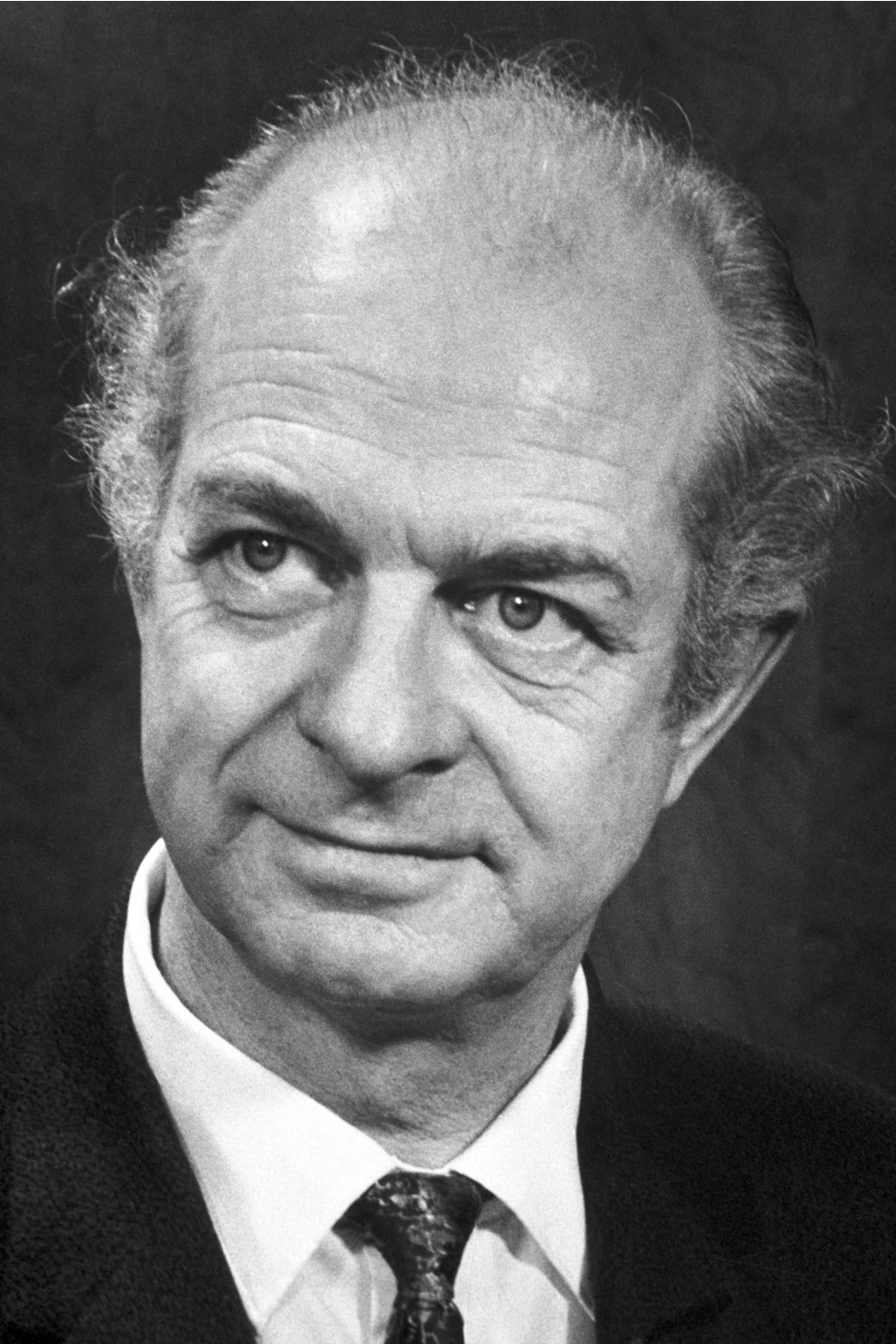
Linus Pauling (* 1901)

- 1901: Linus Pauling, US-amerikanischer Chemiker
- 1902: Elsa Scholten, deutsche Schauspielerin
- 1903: Vincente Minnelli, US-amerikanischer Regisseur
- 1904: Wilhelm Michels, deutscher Pädagoge
- 1907: Milton Caniff, US-amerikanischer Comiczeichner und -autor
- 1907: Gustav Ermecke, deutscher römisch-katholischer Moraltheologe und Sozialethiker
- 1907: Emilijan Stanew, bulgarischer Schriftsteller
- 1907: Sepp Tanzer, österreichischer Komponist für Blasmusik
- 1908: Alexander Golitzen, US-amerikanischer Art Director
- 1908: Albert Scherrer, Schweizer Autorennfahrer
- 1909: Stephen Spender, englischer Dichter

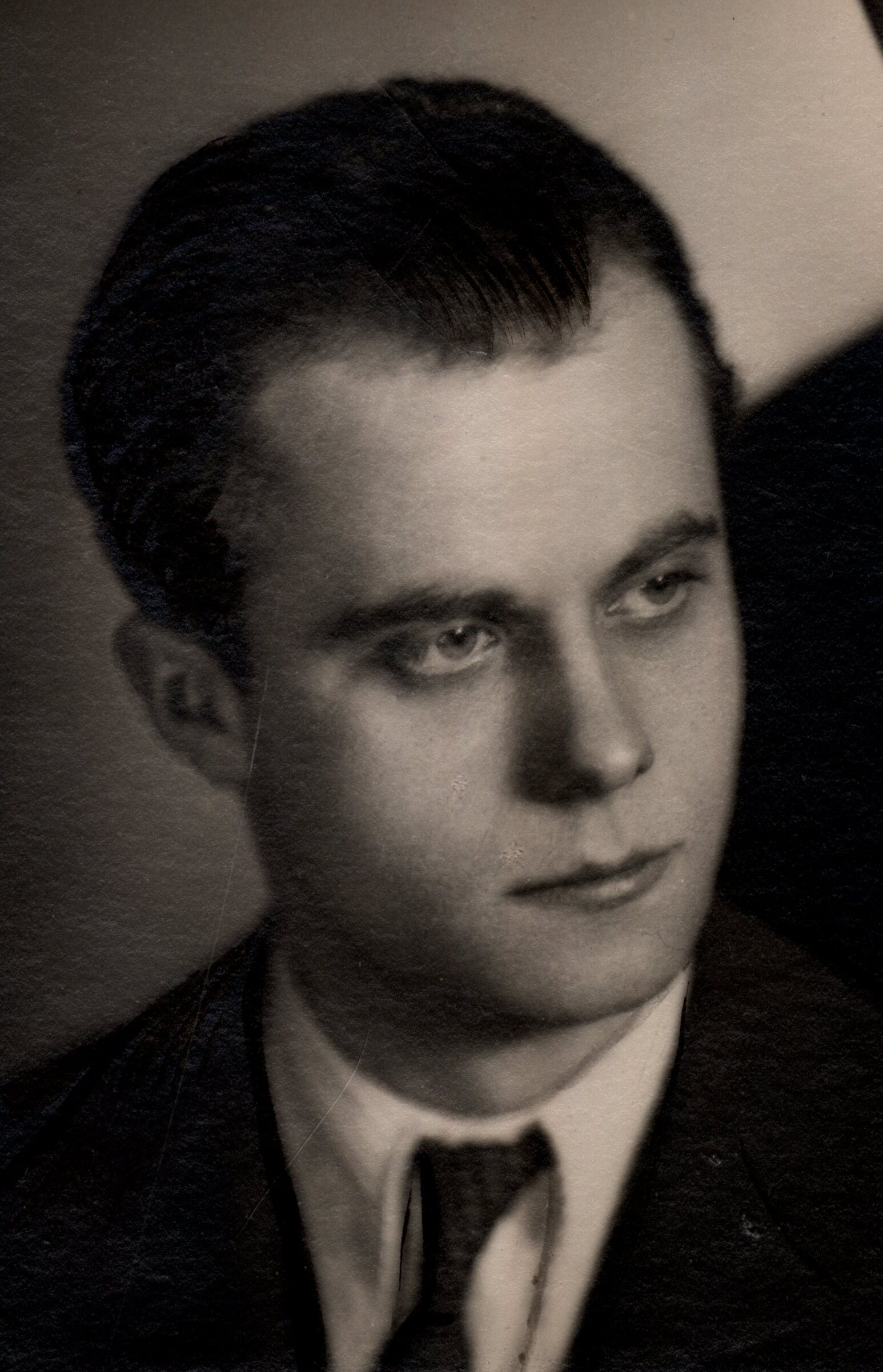
Roman Maciejewski (* 1910)

- 1910: Roman Maciejewski, polnischer Komponist, Pianist und Dirigent
- 1911: Jim Denny, US-amerikanischer Musik-Manager
- 1911: Friedrich Karl Dörner, deutscher Altphilologe und Archäologe
- 1911: Bernd Scholz, deutscher Komponist
- 1912: Helmut Coing, deutscher Rechtswissenschaftler, Präsident der Hochschulrektorenkonferenz, Vorsitzender des Wissenschaftsrates
- 1912: Clara Petacci, italienische Geliebte des faschistischen Diktators Benito Mussolini
- 1914: Élie Bayol, französischer Rennfahrer
- 1915: Bahadır Alkım, türkischer Archäologe
- 1915: Theophane Hytrek, US-amerikanische Komponistin, Kirchenmusikerin und Musikpädagogin
- 1915: Karl Leisner, deutscher katholischer Priester, KZ-Opfer und Märtyrer

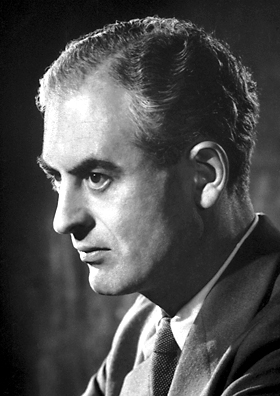
Peter Brian Medawar (* 1915)

- 1915: Peter Brian Medawar, britischer Biologe, Nobelpreisträger
- 1915: Zero Mostel, US-amerikanischer Schauspieler und Komiker
- 1916: Svend Asmussen, dänischer Jazzmusiker und Schauspieler
- 1916: Wilhelm Heidel, rumänischer Feldhandballspieler
- 1917: Ernesto Alonso, mexikanischer Schauspieler, Fernsehregisseur und -produzent
- 1917: Max Jones, britischer Jazzautor und Journalist
- 1918: Pepita Embil, spanische Zarzuelasängerin, Mutter von Plácido Domingo
- 1919: Hans Nogler, italienischer Skirennläufer
- 1920: Erich Offermann, Schweizer Jurist und Amateurmineraloge
- 1920: Matthias Seefelder, deutscher Industriemanager
- 1921: Alexander Arendt, deutscher Mediziner
- 1921: Theodor Otto Diener, schweizerisch-US-amerikanischer Pflanzenpathologe
- 1921: August Henne, deutscher Forstmann
- 1921: Willi Sitte, deutscher Maler, Grafiker, Politiker und Parteifunktionär, Vorsitzender des Verbandes Bildender Künstler der DDR
- 1921: Vladimír Sommer, tschechischer Komponist
- 1922: Emilio Scanavino, italienischer Maler
- 1923: Charles Durning, US-amerikanischer Schauspieler
- 1923: David Ricardo Williams, kanadischer Jurist, Historiker und Schriftsteller
- 1924: Bettye Ackerman, US-amerikanische Schauspielerin
- 1924: Susanna Amatuni, armenische Musikwissenschaftlerin
- 1924: Guarionex Aquino, dominikanischer Sänger
- 1924: Christopher C. Kraft, US-amerikanischer Raumfahrtingenieur
- 1924: Doris Stockhausen, deutsche Musikpädagogin
- 1925: Kurt Absolon, österreichischer Maler und Graphiker
- 1925: Richard Dalitz, australischer Physiker

#### 1926–1950
- 1926: Swetlana Iossifowna Allilujewa, Tochter des sowjetischen Staats- und Parteichefs Josef Stalin

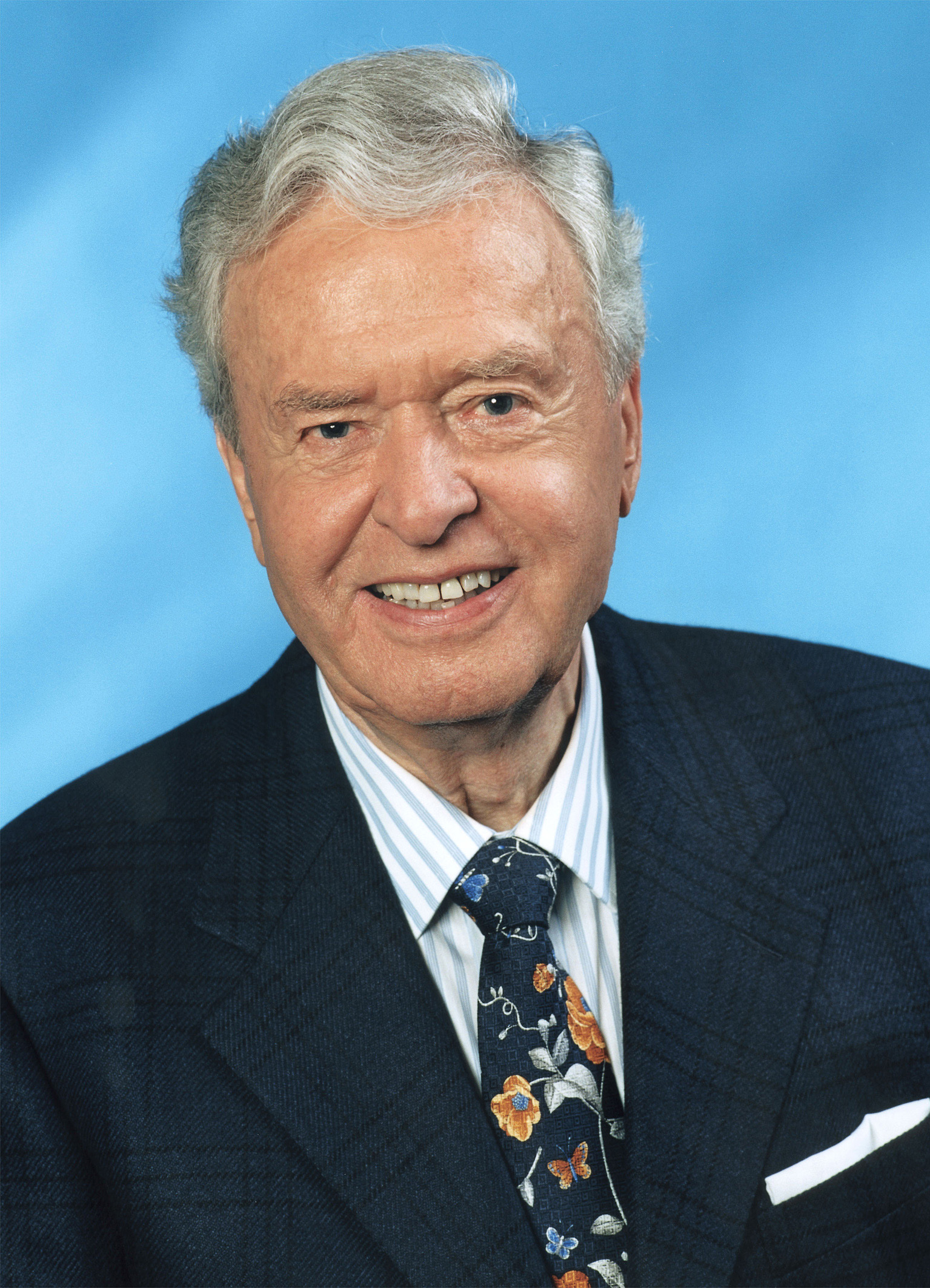
Ernst Waldemar Bauer (* 1926)

- 1926: Ernst Waldemar Bauer, deutscher Publizist und Naturfilmer
- 1927: Walter Dürst, Schweizer Eishockeyspieler
- 1927: Franz Rieser, österreichischer Lehrer
- 1928: Wolfgang Döbereiner, deutscher Astrologe und Homöopath
- 1928: Mohammad Ibraheem Khwakhuzhi, afghanischer Schriftsteller und Dichter
- 1929: Frank Gehry, US-amerikanischer Architekt
- 1930: Leon Neil Cooper, US-amerikanischer Physiker, Nobelpreisträger
- 1930: Pierre Jansen, französischer Komponist
- 1930: Gavin MacLeod, US-amerikanischer Schauspieler
- 1930: Osman El-Sayed, ägyptischer Ringer
- 1930: Walter Schilling, deutscher Theologe und Bürgerrechtler
- 1930: Werner W. Wallroth, deutscher Filmregisseur
- 1931: Dean Smith, US-amerikanischer Basketballtrainer
- 1932: Noel Cantwell, irischer Fußball- und Cricketspieler
- 1932: Don Francks, kanadischer Schauspieler
- 1932: Gustav Ginzel, deutscher Weltenbummler, Geologe
- 1934: Willie Bobo, US-amerikanischer Jazz-Perkussionist
- 1934: Bob Neyret, französischer Unternehmer und Autorennfahrer
- 1935: Raúl Arellano, mexikanischer Fußballspieler
- 1935: Klaus Piontek, deutscher Schauspieler
- 1938: Machiel Kiel, niederländischer Osmanist

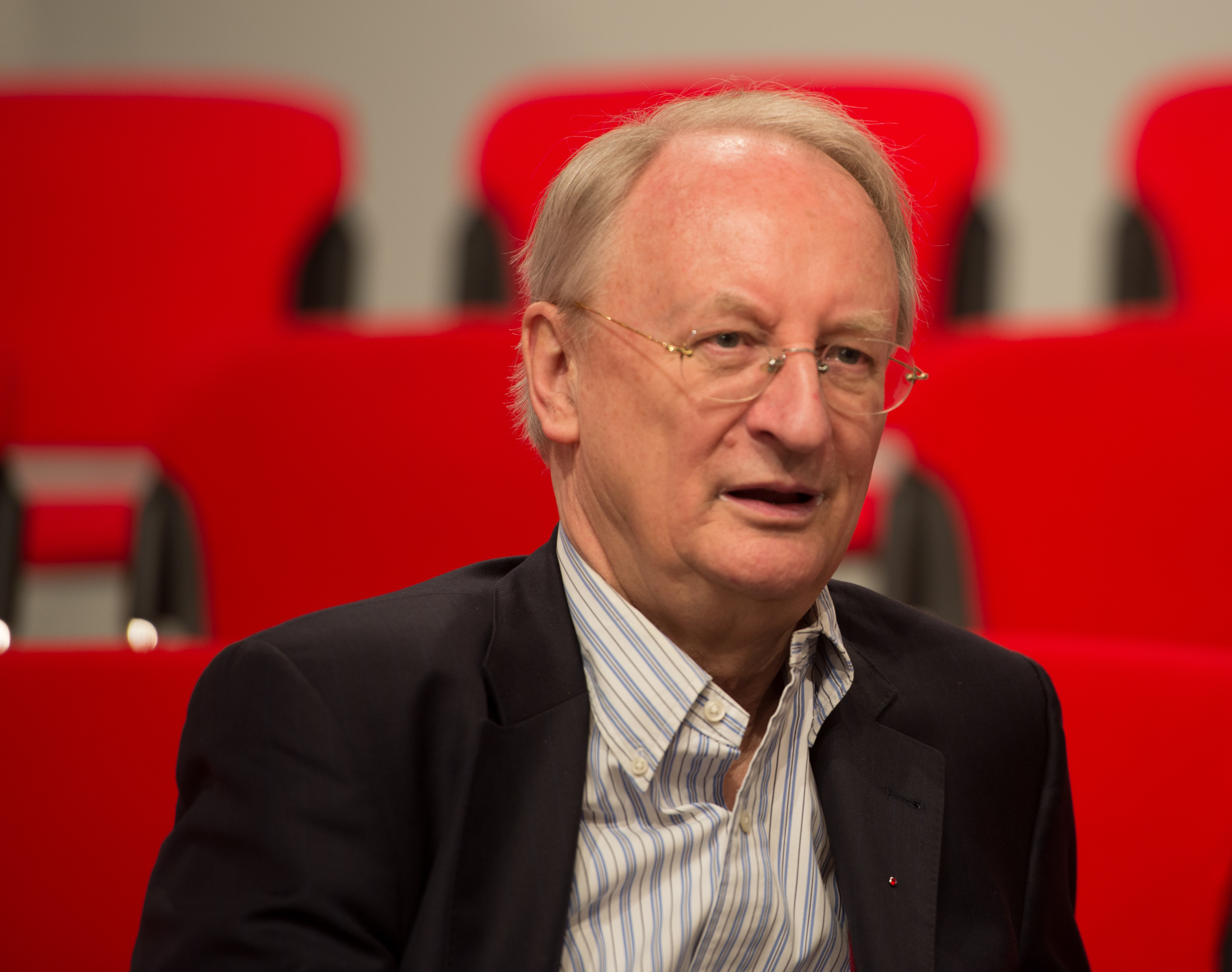
Klaus Staeck (* 1938)

- 1938: Klaus Staeck, deutscher Grafikdesigner, Karikaturist und Jurist
- 1939: John Aloysius Fahey, US-amerikanischer Fingerstyle-Gitarrist und -Komponist, Musikwissenschaftler und Plattenlabel-Gründer
- 1939: Liesel Jakobi, deutsche Leichtathletin
- 1939: Erika Pluhar, österreichische Schauspielerin und Sängerin
- 1939: Daniel Chee Tsui, chinesisch-US-amerikanischer Physiker, Nobelpreisträger
- 1940: Aldo Andretti, US-amerikanischer Autorennfahrer
- 1940: Mario Andretti, US-amerikanischer Autorennfahrer
- 1940: Jürgen Chrobog, deutscher Jurist und Diplomat
- 1940: Barbara Morgenstern, deutsche Fotografin
- 1940: Joe South, US-amerikanischer Sänger und Songwriter
- 1942: Stuart A. Aaronson, US-amerikanischer Krebsforscher
- 1942: Bernardo Adam Ferrero, spanischer Komponist und Dirigent
- 1942: Martin Aigner, österreichischer Mathematiker
- 1942: Brian Jones, britischer Musiker (The Rolling Stones)
- 1942: Dino Zoff, italienischer Fußballtorwart und -trainer
- 1943: Barbara Acklin, US-amerikanische Soulsängerin und Songschreiberin
- 1943: Gerda Anger-Schmidt, österreichische Kinderbuchautorin
- 1944: Win Aung, birmanischer Politiker
- 1944: Kelly Bishop, US-amerikanische Schauspielerin
- 1944: Loek Dikker, niederländischer Filmmusikkomponist und Jazzmusiker

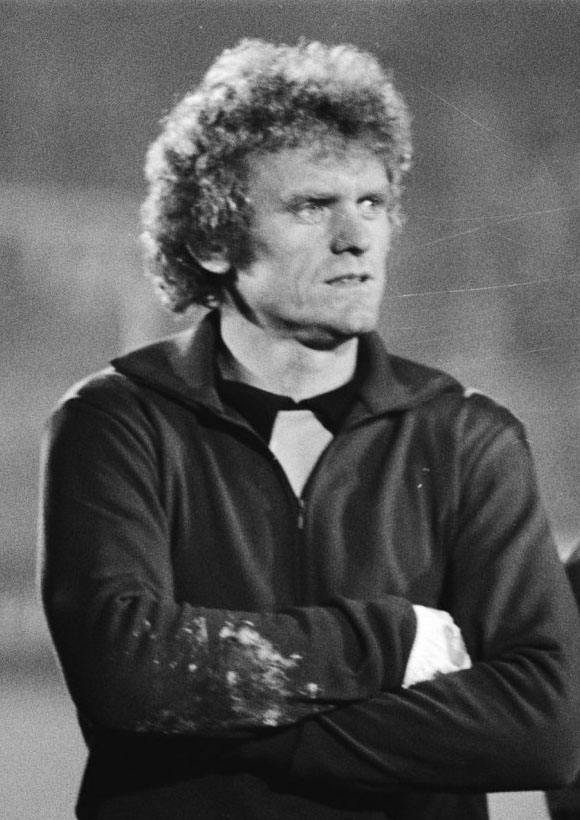
Sepp Maier (* 1944)

- 1944: Sepp Maier, deutscher Fußballtorwart und -trainer
- 1944: Manfred Melzer, Weihbischof im Erzbistum Köln/Deutschland
- 1945: Zygmunt Hanusik, polnischer Radrennfahrer
- 1945: Linda Rothschild, US-amerikanische Mathematikerin
- 1946: Robin Cook, britischer Politiker aus Schottland, Außenminister
- 1946: Pierre Dørge, dänischer Komponist und Jazzgitarrist
- 1946: Don Francisco, US-amerikanischer Sänger und Komponist
- 1946: Ludwig Hirsch, österreichischer Schauspieler und Liedermacher
- 1946: Joaquín Pardo, kolumbianischer Fußballspieler
- 1947: Bernd Arnold, deutscher Kletterer und Bergsteiger
- 1947: Włodzimierz Lubański, polnischer Fußballspieler
- 1947: Leung Ting, chinesischer Kampfkünstler
- 1948: Steven Chu, US-amerikanischer Physiker
- 1948: Mike Figgis, britischer Filmregisseur
- 1948: Daniel Gómez, mexikanischer Wasserballspieler
- 1948: Friedrich Hechelmann, deutscher Maler
- 1948: Mercedes Ruehl, US-amerikanische Schauspielerin
- 1948: Reinhard Theimer, deutscher Leichtathlet
- 1948: François Trisconi, Schweizer Autorennfahrer
- 1949: Werner Martin, deutscher Fußballspieler
- 1949: Jennifer Lamy, australische Leichtathletin
- 1949: Gisela Schwarz, deutsche Politikerin, MdL
- 1949: Thomas M. Stein, deutscher Musikproduzent
- 1950: Thomas Duttenhoefer, deutscher Bildhauer

#### 1951–1975

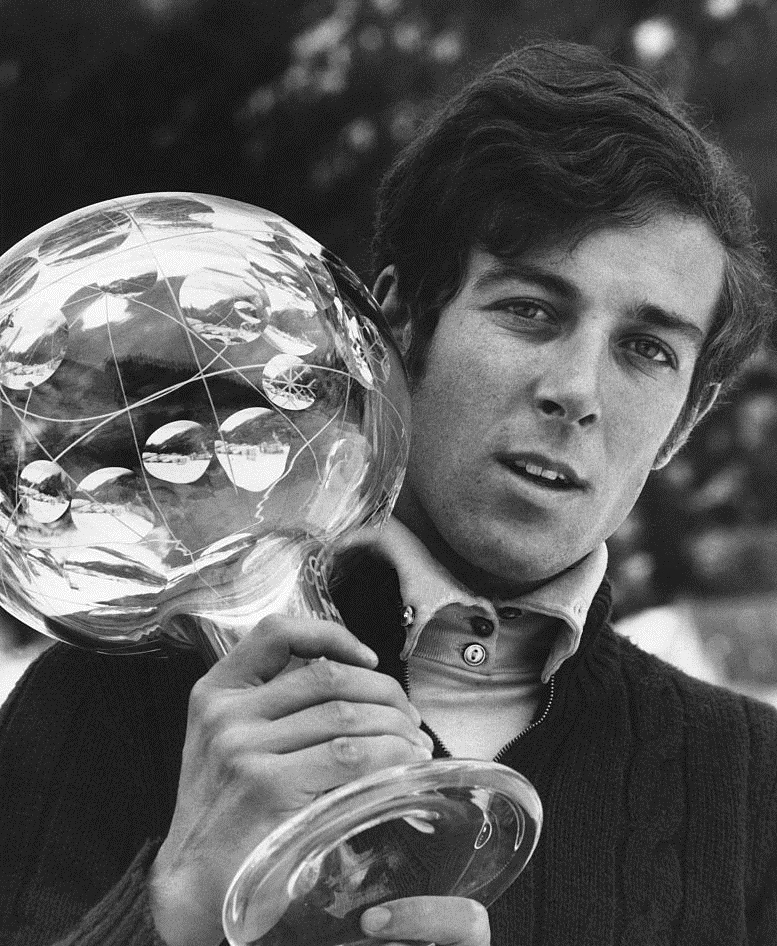
Gustav Thöni (* 1951)

- 1951: Gustav Thöni, italienischer Skirennläufer und -trainer, Weltmeister, Olympiasieger
- 1952: Rudolf Bastiaan Andeweg, niederländischer Politikwissenschaftler
- 1952: Michel Bury, französischer Sportschütze, Weltmeister, Olympiamedaillengewinner
- 1952: Winfried Thaa, deutscher Politikwissenschaftler
- 1953: Falko Daim, österreichischer Archäologe

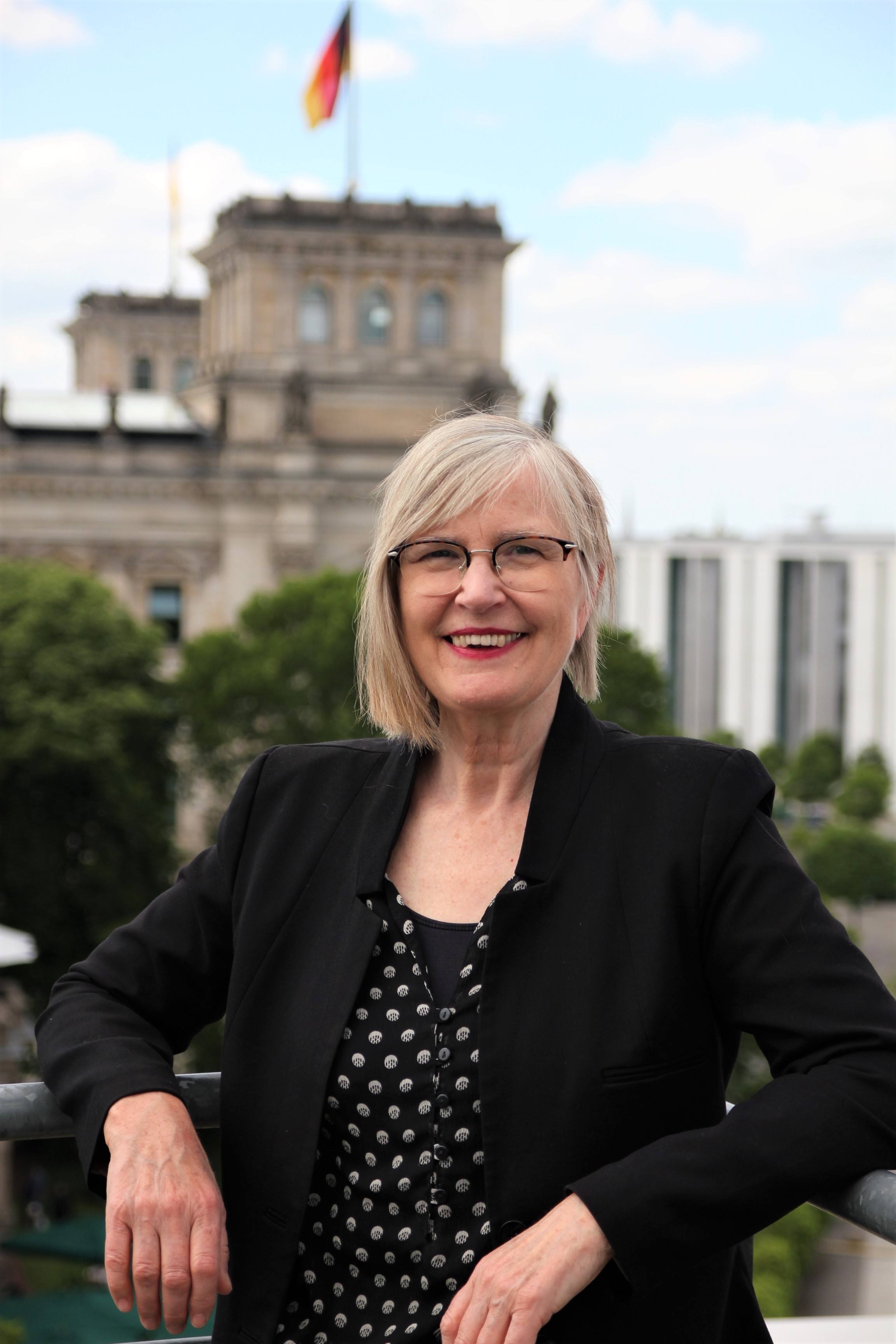
Gabriele Hiller-Ohm (* 1953)

- 1953: Gabriele Hiller-Ohm, deutsche Politikerin, MdB
- 1953: Jochen Kolenda, deutscher Schauspieler
- 1953: Paul Krugman, US-amerikanischer Ökonom und Schriftsteller
- 1953: Bodo Morshäuser, deutscher Schriftsteller
- 1953: Franz Voves, österreichischer Eishockeyspieler und Politiker, Landeshauptmann der Steiermark
- 1954: Alain Crepin, belgischer Komponist und Professor

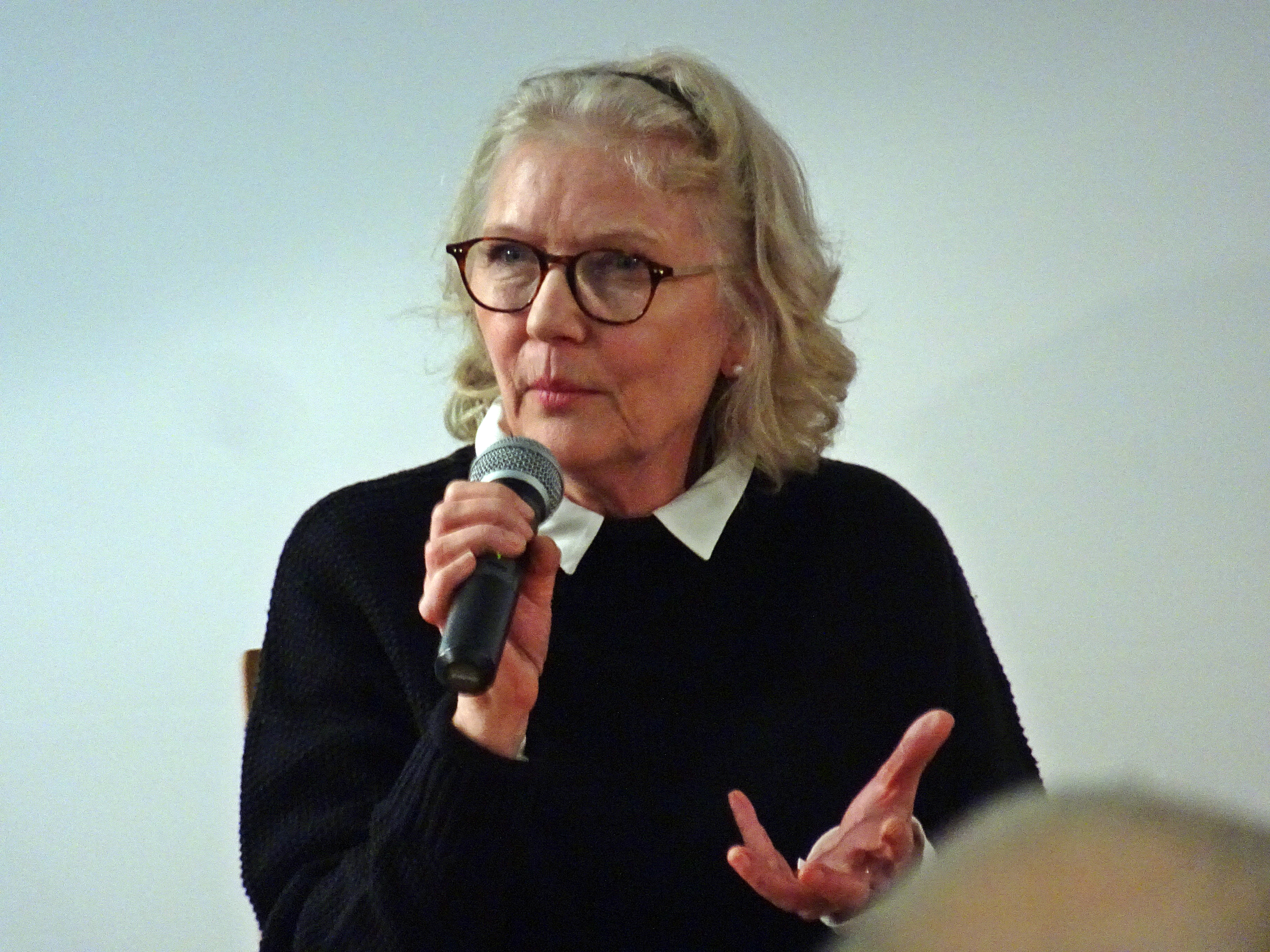
Rita Feldmeier (* 1954)

- 1954: Rita Feldmeier, deutsche Schauspielerin
- 1954: Silvio Giobellina, Schweizer Bobsportler
- 1955: Gilbert Gottfried, US-amerikanischer Schauspieler
- 1955: Urs Odermatt, Schweizer Regisseur und Autor
- 1956ː Marie Brema, deutsch-englische Opernsängerin (Mezzosopran) und Theaterschauspielerin

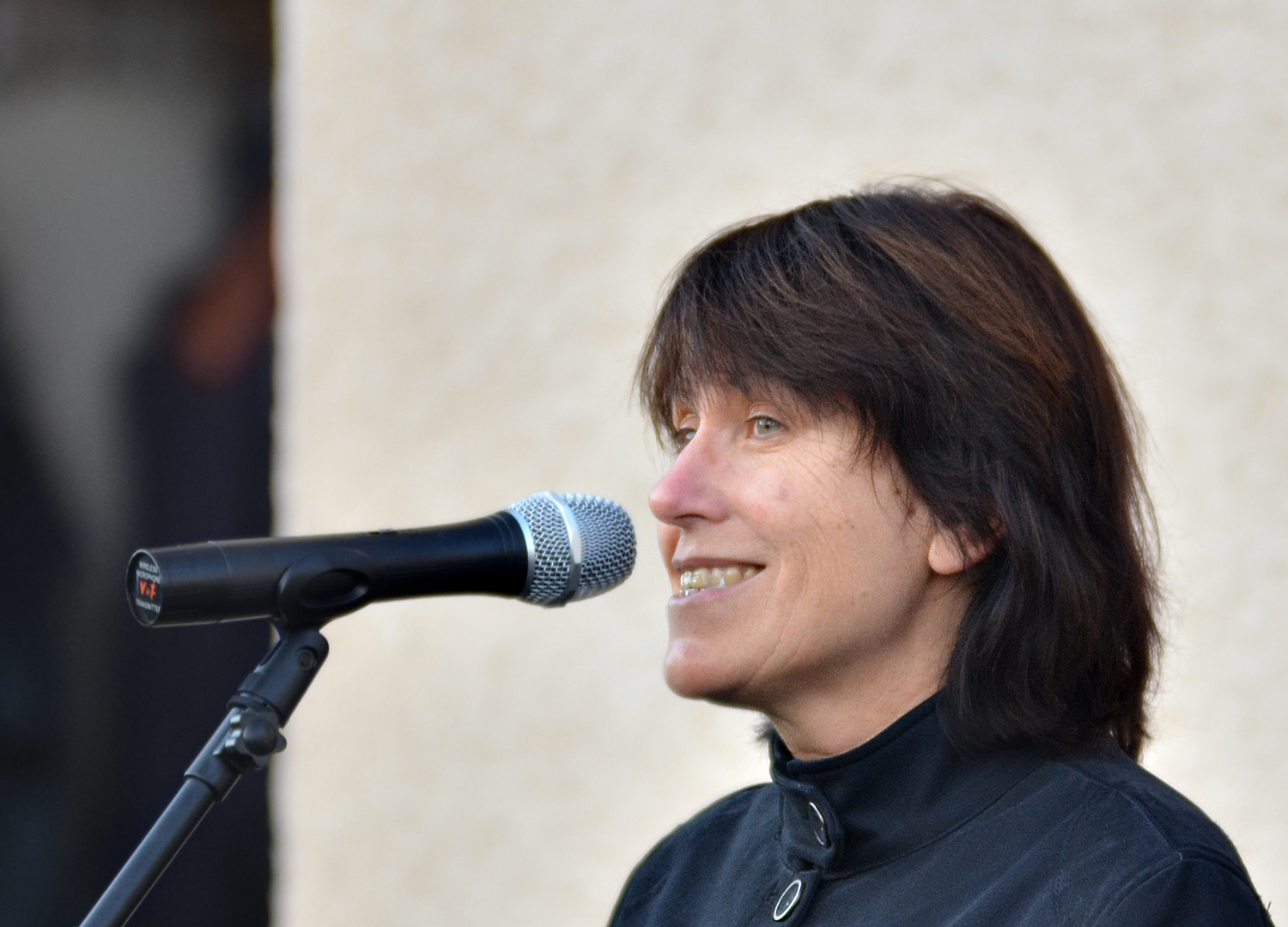
Pia Findeiß (* 1956)

- 1956: Pia Findeiß, deutsche Kommunalpolitikerin, Oberbürgermeisterin von Zwickau
- 1956: Yehuda Grünfeld, israelischer Schachspieler
- 1956: Knut Hoffmeister, deutscher Medienkünstler
- 1956: Guy Maddin, kanadischer Filmregisseur
- 1956: Tommy Remengesau, palauischer Politiker, Staatspräsident
- 1957: Jan Ceulemans, belgischer Fußballspieler
- 1957: Peter Heine, deutscher Jurist, Präsident des Landessozialgerichts Niedersachsen-Bremen
- 1958: Christina Lathan, deutsche Leichtathletin, Olympiasiegerin
- 1958: Mark Pavelich, US-amerikanischer Eishockeyspieler, Olympiasieger
- 1959: Jack Abramoff, US-amerikanischer politischer Lobbyist
- 1959: Rainer Wolter, deutscher Koch
- 1960ː Angela McCluskey, schottische Sängerin und Songwriterin
- 1960: Obiora Charles Ikelie Ofoedu, nigerianischer Schriftsteller
- 1960: Dorothy Stratten, kanadisches Playmate und Schauspielerin
- 1961: Éric Bachelart, belgischer Rennstallbesitzer und Autorennfahrer
- 1961: Rae Dawn Chong, kanadische Schauspielerin
- 1961: Mark Latham, australischer Politiker

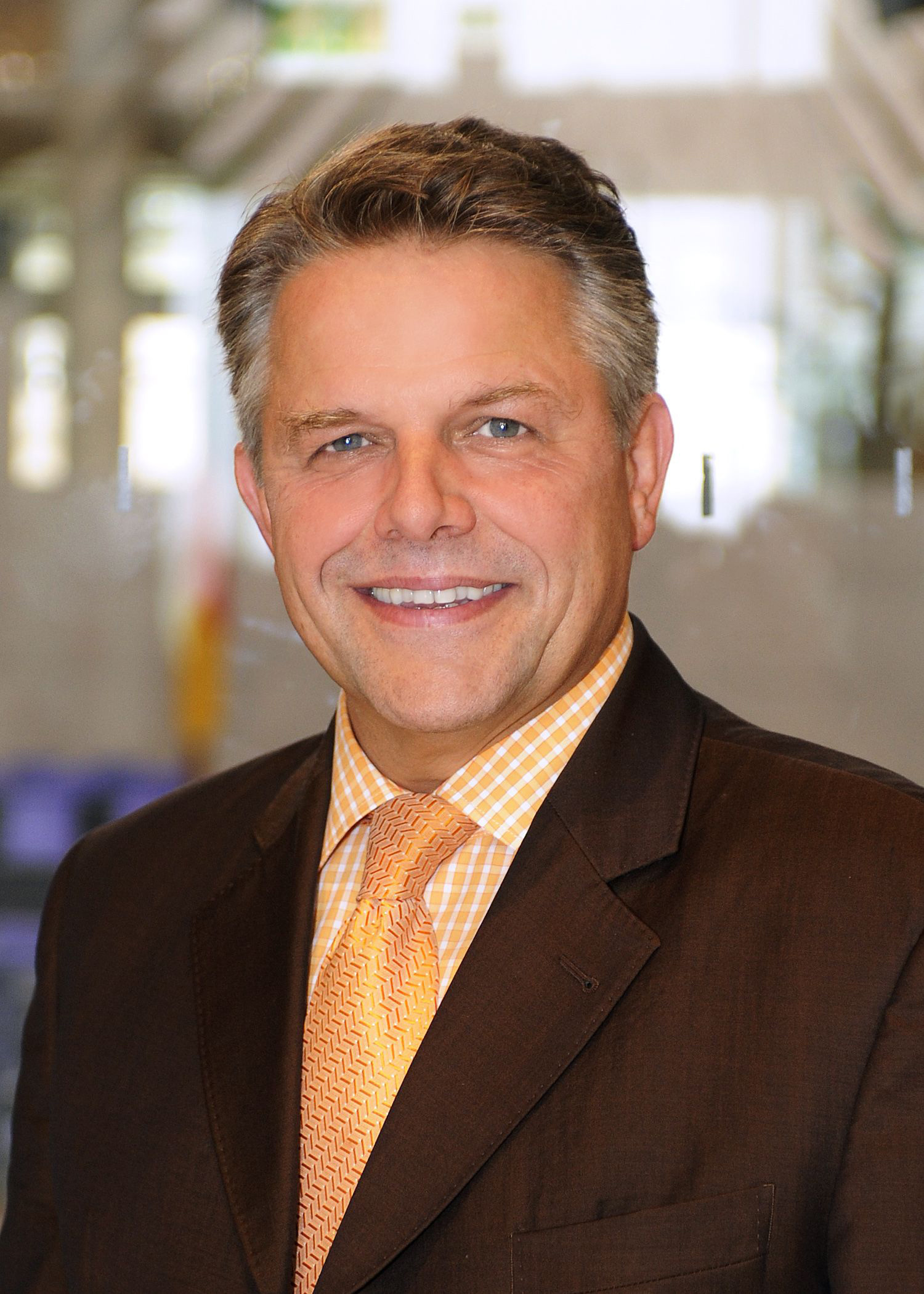
Klaus-Peter Willsch (* 1961)

- 1961: Klaus-Peter Willsch, deutscher Politiker, MdB
- 1962: Angela Bailey, kanadische Leichtathletin, Olympiateilnehmerin
- 1962: Claudio Chiappucci, italienischer Radrennfahrer
- 1962: Maya Graf, Schweizer Politikerin
- 1962: Ev-Katrin Weiß, deutsche Schauspielerin
- 1962: Evelyn Zupke, deutsche Bürgerrechtlerin in der DDR, Bundesbeauftragte für die Opfer der SED-Diktatur
- 1963: Joël Pommerat, französischer Schauspieler, Regisseur und Dramatiker
- 1964: Dschamolidin Abduschaparow, usbekischer Radrennfahrer
- 1964: Rihards Dubra, lettischer Komponist
- 1964: Pierre Hantaï, französischer Cembalist und Dirigent
- 1965: Ken’ichirō Isozaki, japanischer Schriftsteller
- 1965: Colum McCann, irischer Schriftsteller, Journalist und Drehbuchautor
- 1965: Marko Simsa, österreichischer Produzent und Schauspieler von Kindertheater
- 1966: Paulo Futre, portugiesischer Fußballspieler
- 1966: Margret Völker, deutsche Schauspielerin
- 1967: Andreas Broß, deutscher Fußballspieler
- 1967: Andrew Tridgell, australischer Programmierer
- 1968: Éric Le Chanony, französischer Bobfahrer
- 1968: Gregor Stähli, Schweizer Skeleton-Fahrer
- 1968: Eric Van Meir, belgischer Fußballspieler

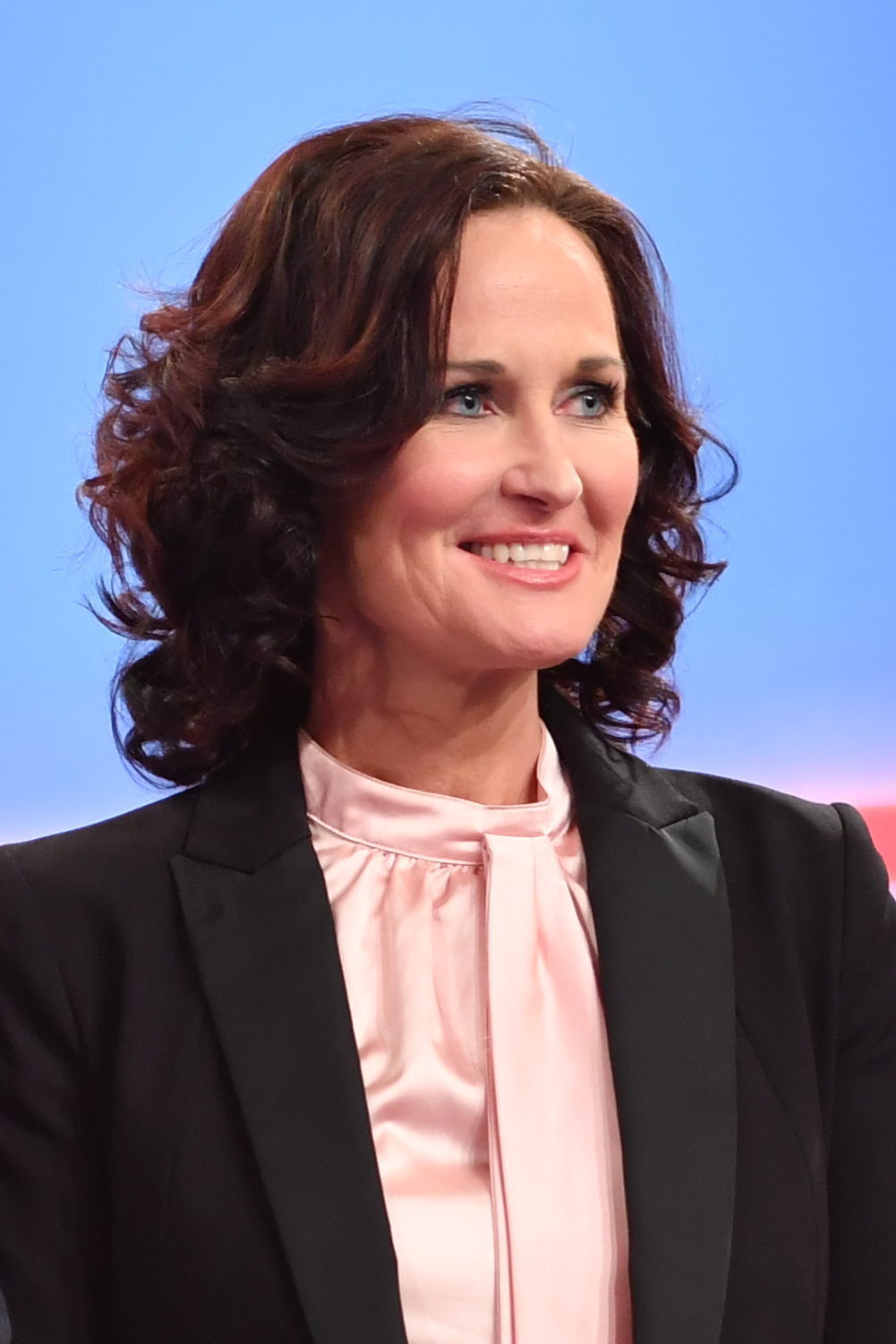
Eva Glawischnig (* 1969)

- 1969: Eva Glawischnig, österreichische Politikerin
- 1969: Murray Gold, britischer Komponist
- 1969: Butch Leitzinger, US-amerikanischer Autorennfahrer
- 1969: Robert Sean Leonard, US-amerikanischer Schauspieler
- 1970: Daniel Handler, US-amerikanischer Schriftsteller
- 1970: Noureddine Morceli, algerischer Leichtathlet
- 1970: Phil Robson, britischer Jazzmusiker
- 1970: Lemony Snicket, US-amerikanischer Schriftsteller und Drehbuchautor
- 1972: Rory Cochrane, US-amerikanischer Schauspieler
- 1973: Eric Lindros, kanadischer Eishockeyspieler
- 1974: Amanda Abbington, britische Schauspielerin
- 1974: Christine Adams, deutsche Stabhochspringerin
- 1974: Janne Lahtela, finnischer Freestyle-Skier
- 1974: Robin Liddell, britischer Autorennfahrer
- 1974: Alexander Zickler, deutscher Fußballspieler
- 1975: Charles Amoah, ghanaischer Fußballspieler
- 1975: Georgia Ellinaki, griechische Wasserballspielerin

#### 1976–2000
- 1976: Geri Çipi, albanischer Fußballspieler
- 1976: Anna Disselhoff, deutsche Handballspielerin
- 1976: Ali Larter, US-amerikanische Schauspielerin
- 1976: Damian Wleklak, polnischer Handballspieler

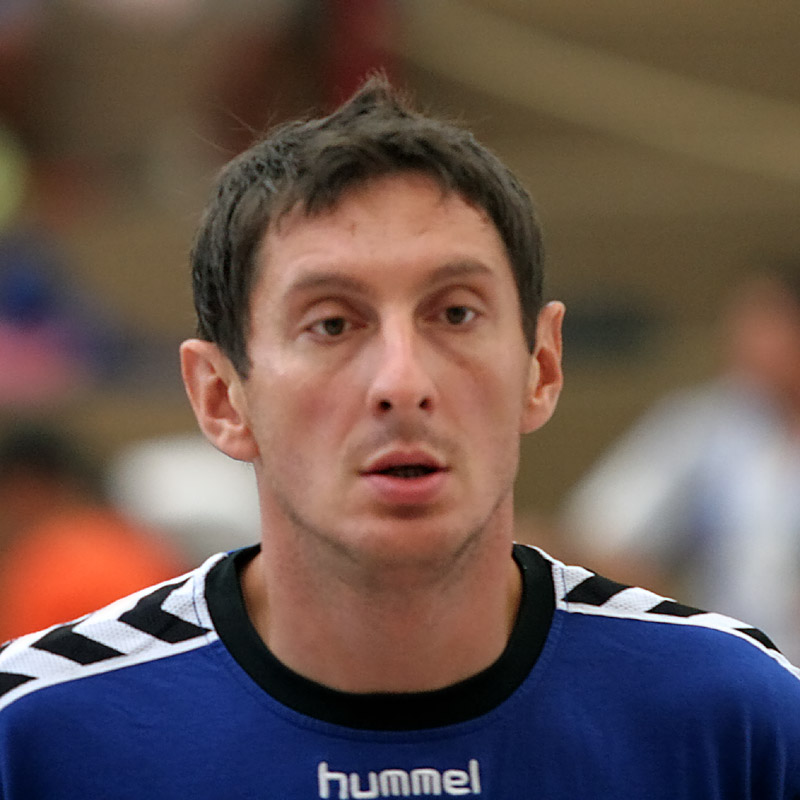
Mirza Džomba (* 1977)

- 1977: Mirza Džomba, kroatischer Handballspieler
- 1977: Artur Wichniarek, polnischer Fußballspieler
- 1978: Geoffrey Arend, US-amerikanischer Schauspieler
- 1978: Myriam Keil, deutsche Schriftstellerin
- 1978: Murali Perumal, deutscher Schauspieler
- 1978: Benjamin Raich, österreichischer Skirennläufer
- 1978: Davy Schollen, belgischer Fußballspieler
- 1979: Ivo Karlović, kroatischer Tennisspieler
- 1979: Primož Peterka, slowenischer Skispringer
- 1979: Hélder Rodrigues, portugiesischer Endurorennfahrer
- 1979: Stefan Wessels, deutscher Fußballspieler
- 1979: Sander van Doorn, niederländischer Trance-DJ und -Produzent
- 1979: Simon Krätschmer, deutscher Fernsehmoderator
- 1980: Sigurd Pettersen, norwegischer Skispringer
- 1980: Christian Poulsen, dänischer Fußballspieler
- 1980: Tayshaun Prince, US-amerikanischer Basketballspieler
- 1981: Anke Kühn, deutsche Hockeyspielerin
- 1981: Florent Serra, französischer Tennisspieler
- 1982: Carlos Enrique Ávalos, salvadorianischer Radrennfahrer
- 1982: Verena Bentele, deutsche Biathletin und Skilangläuferin

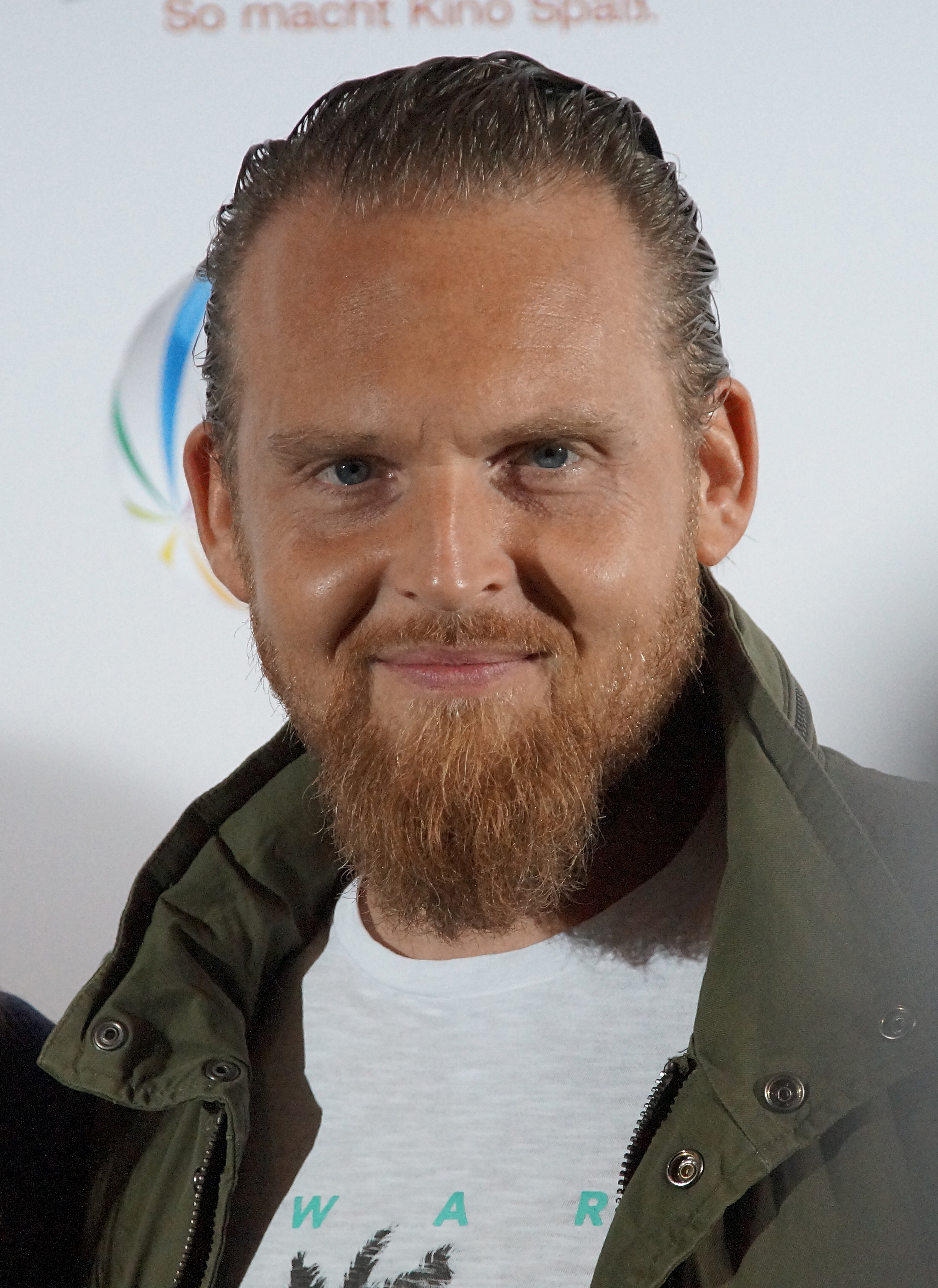
Axel Stein (* 1982)

- 1982: Axel Stein, deutscher Schauspieler und Comedian
- 1982: Jelena Wladimirowna Slessarenko, russische Leichtathletin, Olympiasiegerin
- 1984: Laura Asadauskaitė-Zadneprovskienė, litauische Pentathletin
- 1984: René Boese, deutscher Handballspieler
- 1984: Noureen DeWulf, US-amerikanische Schauspielerin
- 1984: Mindaugas Kalonas, litauischer Fußballspieler
- 1984: Karolína Kurková, tschechisches Fotomodell
- 1984: Marleen Lohse, deutsche Schauspielerin
- 1984: Audräy Tuzolana, französischer Handballspieler
- 1985: Gorica Aćimović, bosnisch-österreichische Handballspielerin
- 1985: Diego, brasilianischer Fußballspieler
- 1985: Fefe Dobson, kanadische Sängerin

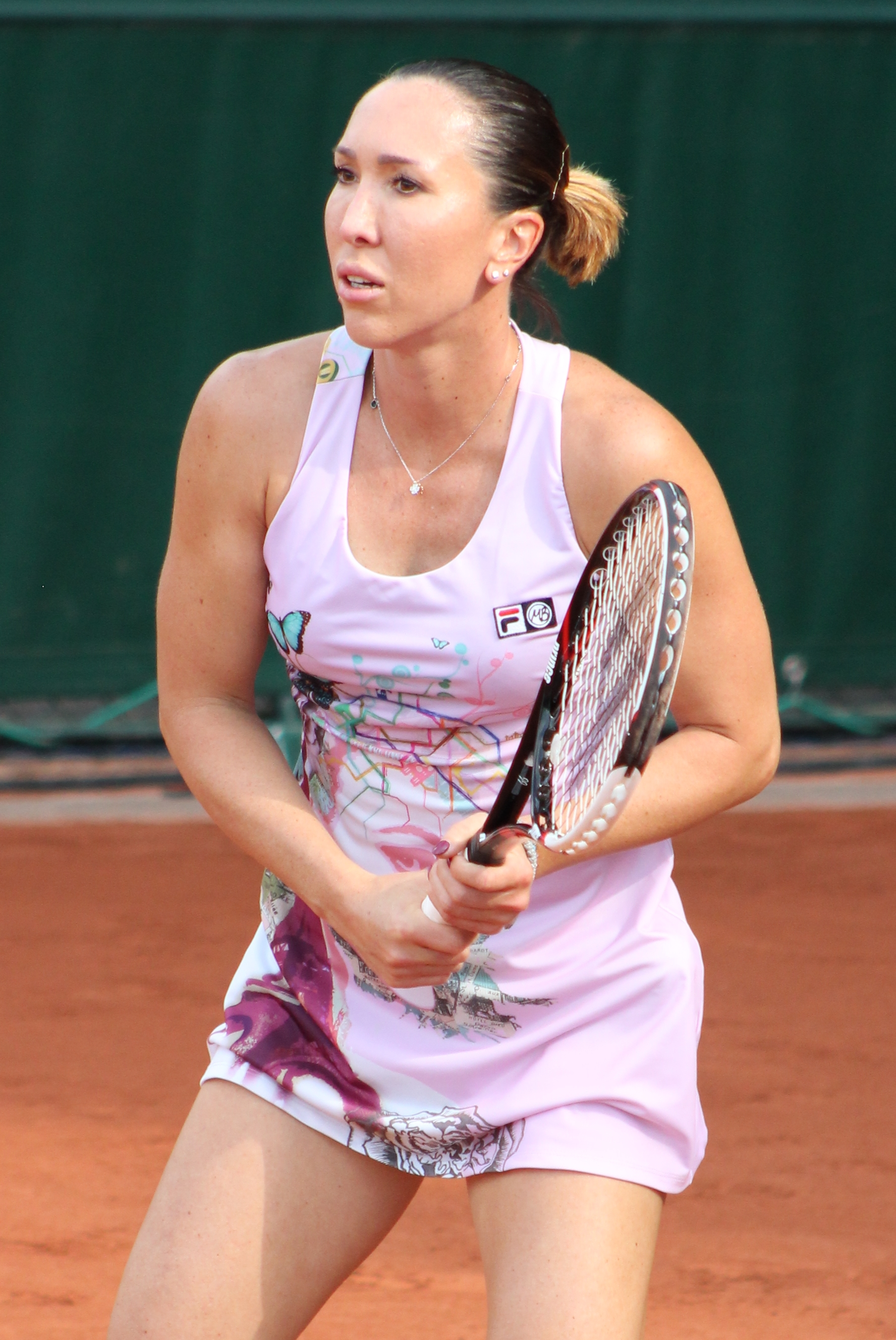
Jelena Janković (* 1985)

- 1985: Jelena Janković, serbische Tennisspielerin
- 1985: Rok Urbanc, slowenischer Skispringer
- 1986: Jackson Avelino Coelho, brasilianischer Fußballspieler
- 1987: Antonio Candreva, italienischer Fußballspieler
- 1987: Michelle Horn, US-amerikanische Schauspielerin
- 1987: Stephanie Sigman, mexikanische Schauspielerin
- 1988: Olivier Jenot, monegassischer Skirennläufer
- 1988: Jessica McDonald, US-amerikanische Fußballspielerin
- 1989: Sanaa Atabrour, marokkanische Taekwondoin
- 1989: Jennie Jacques, englische Schauspielerin
- 1990: Aiden Ashley, US-amerikanische Wrestlerin und Pornodarstellerin

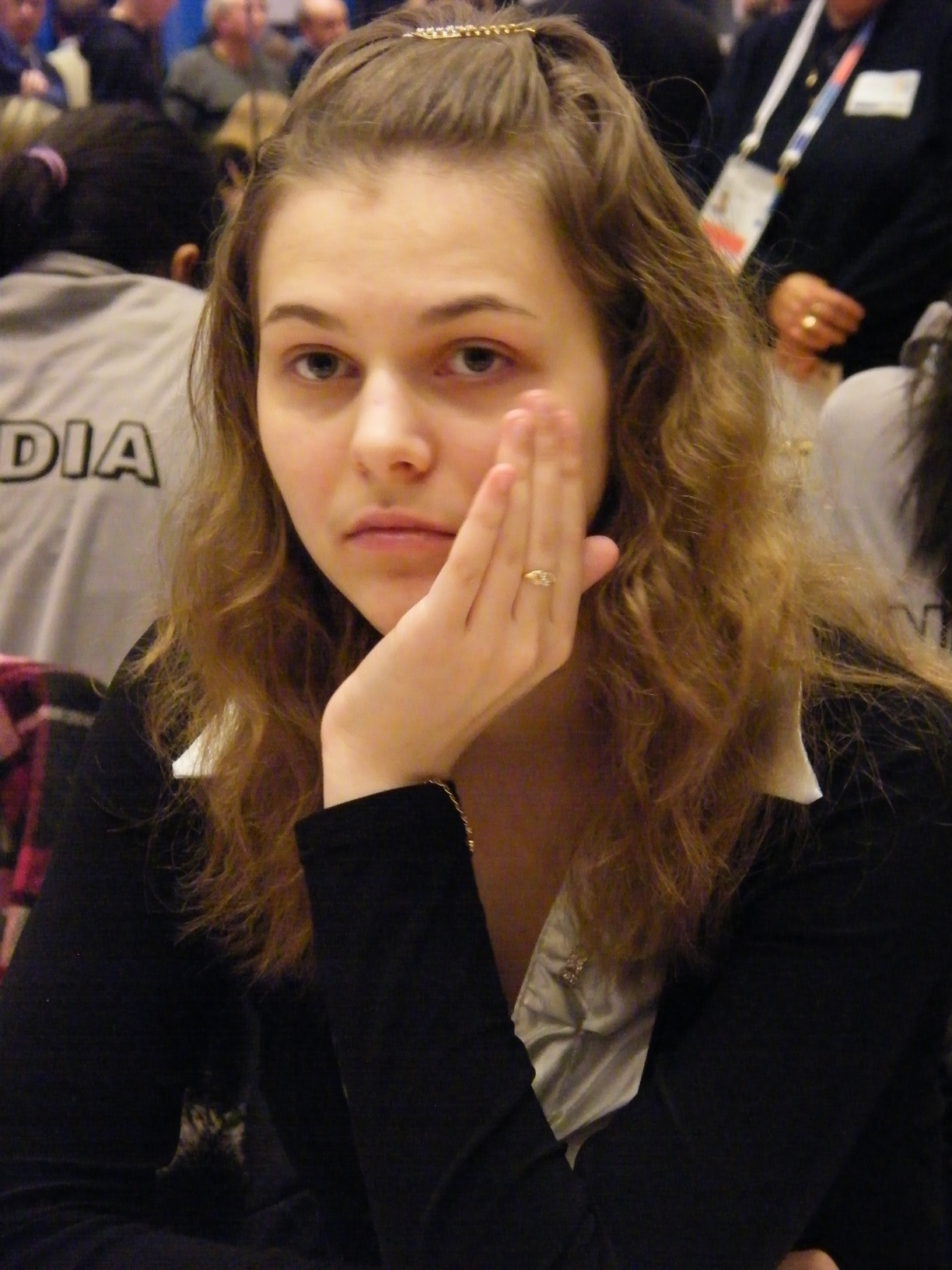
Anna Musytschuk (* 1990)

- 1990: Anna Musytschuk, ukrainische Schachspielerin, Großmeisterin
- 1990: Sebastian Rudy, deutscher Fußballspieler
- 1991: Marcel Avdić, deutsch-bosnisch-herzegowinischer Fußballspieler
- 1991: Sarah Bolger, irische Schauspielerin
- 1991: Jack Hawksworth, britischer Automobilrennfahrer
- 1992: Yener Arıca, türkischer Fußballspieler
- 1992: Lulu Lewe, deutsche Popsängerin
- 1993: Emmelie de Forest, dänische Sängerin
- 1993: Christian Günter, deutscher Fußballspieler
- 1993: André Hoffmann, deutscher Fußballspieler
- 1993: Marquis Teague, US-amerikanischer Basketballspieler
- 1994: Jake Bugg, britischer Singer-Songwriter
- 1994: Jeong Ha-dam, südkoreanische Schauspielerin
- 1994: Arkadiusz Milik, polnischer Fußballspieler
- 1995: Thomas Hagn, deutscher Fußballspieler
- 1995: Anne Lobenstein, deutsche Bobsportlerin
- 1996: Lucas Boyé, argentinischer Fußballspieler
- 1996: Shi Yuqi, chinesischer Badmintonspieler
- 1996: Karsten Warholm, norwegischer Leichtathlet
- 1997: Leon Glatzer, deutscher Surfer
- 1997: Michael Storer, australischer Radrennfahrer
- 1998: Leon Jones, schottischer Fußballspieler
- 1998: Jana Münster, deutsche Schauspielerin
- 1998: Sophia Münster, deutsche Schauspielerin
- 1999: Luka Dončić, slowenischer Basketballspieler
- 2000: Moise Kean, italienischer Fußballspieler

### 21. Jahrhundert
- 2001: Matic Repnik, slowenischer Biathlet
- 2004: Ruben Storck, deutscher Schauspieler

## Gestorben

### Vor dem 17. Jahrhundert
- 0468: Hilarius, Papst
- 0911: Abū ʿAbdallāh asch-Schīʿī, Missionar der Ismailiten und Begründer der fatimidischen Herrschaft in Nordafrika
- 1022: Rudhart, Bischof von Konstanz
- 1051: Humfried, Erzbischof von Magdeburg
- 1103: Heinrich, Vorfahre der Pfalzgrafen von Tübingen
- 1105: Raimund von Toulouse, Markgraf der Provence
- 1127: Dietrich II., Bischof von Münster
- 1159: Sancha Raimúndez, spanische Infanta
- 1176: Klængur Þorsteinsson, Bischof von Skálholt

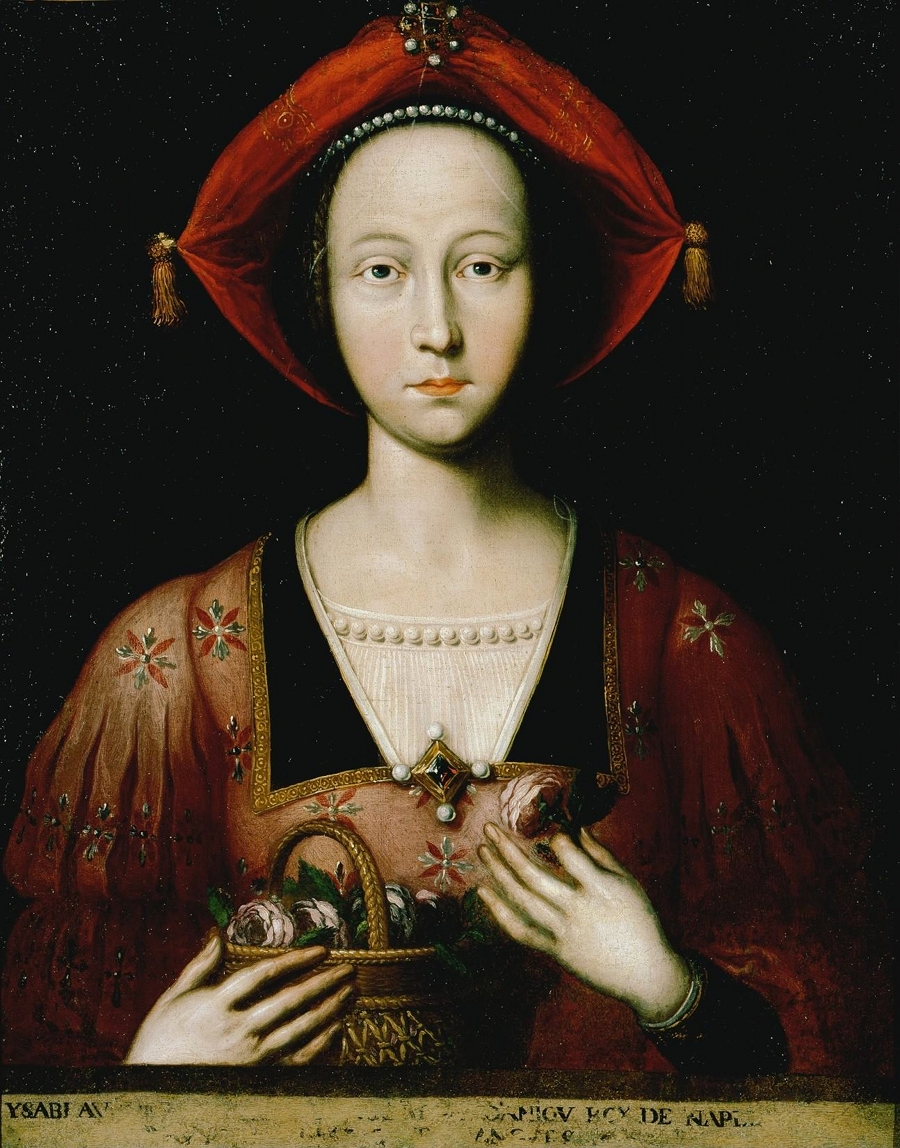
Isabella von Lothringen († 1453)

- 1256: Sophie von Weichselburg, Gräfin von Stein und Markgräfin von Istrien-Krain
- 1261: Heinrich III., der Gütige, Herzog von Brabant
- 1326: Leopold I., Herzog von Österreich aus dem Hause Habsburg
- 1337: William la Zouche, 1. Baron Zouche of Mortimer, englischer Adeliger
- 1358: Fides von Klingen, Fürstäbtissin des Fraumünsterklosters in Zürich
- 1425: Wassili I., Großfürst von Wladimir und Moskau
- 1450: Friedrich II. von Parsberg, Bischof von Regensburg und Fürstbischof des Hochstiftes von Regensburg
- 1453: Isabella, Herzogin von Lothringen und Königin von Neapel
- 1459: Wilhelm I. von Limburg-Styrum, Herr zu Styrum
- 1469: Niklas III. Muffel, Nürnberger Patrizier
- 1485: Niclas von Abensberg, deutscher Ritter und Graf von Abensberg
- 1508: Philipp der Aufrichtige, Kurfürst von der Pfalz
- 1510: Juan de la Cosa, spanischer Seefahrer, Kartograf und Entdecker
- 1525: Cuauhtémoc, letzter aztekischer Herrscher von Tenochtitlán
- 1535: Wolter von Plettenberg, Landmeister des Deutschen Ordens in Livland
- 1544: Francesco Maria Molza, italienischer Dichter
- 1547: Philippa von Geldern, Herzogin von Lothringen und Bar
- 1565: Johann, Herzog von Münsterberg, Oels und Bernstadt
- 1570: Domingo de Santo Tomás, spanischer Dominikaner und Sprachwissenschaftler
- 1572: Katharina von Österreich, Königin von Polen und Herzogin von Mantua

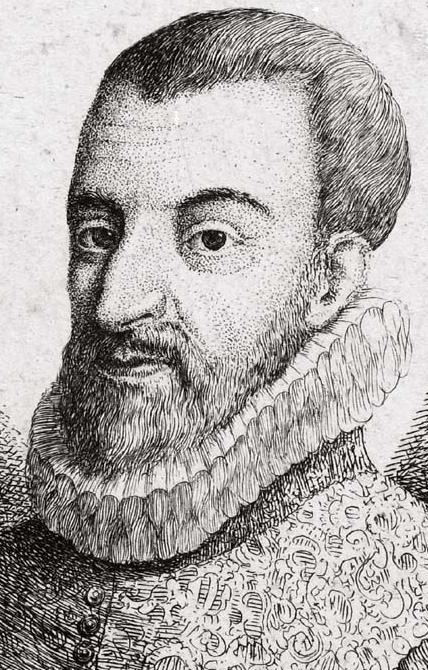
Aegidius Tschudi († 1572)

- 1572: Aegidius Tschudi, Schweizer Historiker und Politiker
- 1585: Samuel Eisenmenger, deutscher Mediziner, Theologe und Astrologe
- 1588: Wiguleus Hund, bayrischer Rechtsgelehrter und Staatsmann

### 17. und 18. Jahrhundert
- 1605: Georg Vitzthum von Eckstedt, kursächsischer Beamter
- 1616: Vinzenz Fettmilch, Frankfurter Schreiber und Lebkuchenbäcker, Anführer des Fettmilchaufstandes
- 1616: Mikołaj Krzysztof Radziwiłł, Magnat und hochrangiger Funktionsträger in Polen-Litauen
- 1621: Cosimo II. de’ Medici, Großherzog von Toskana
- 1624: Johann Affelmann, deutscher Theologe
- 1648: Christian IV., König von Dänemark und Norwegen
- 1652: Arcangela Tarabotti, venezianische Nonne und Schriftstellerin
- 1658: Johann Lauremberg, niederdeutscher Schriftsteller
- 1665: Ludwig von Nassau-Beverweerd, Herr von Beverweerd, Odijk und Lek
- 1668: Otto Praetorius, deutscher Poet und Historiker
- 1672: Christian, Herzog von Brieg, Wohlau und Ohlau
- 1687: Malatyalı Süleyman Pascha, Großwesir des Osmanischen Reiches
- 1688: Johann Sigismund Elsholtz, deutscher Arzt, Botaniker, Chemiker und Naturforscher
- 1707: Christoph Michael Hutschenreuther, böhmischer Hammerherr, Unternehmer und Gutsbesitzer
- 1711: Giovanni Pietro della Torre, Prager Hofsteinmetzmeister
- 1719: Boris Petrowitsch Scheremetew, russischer Generalfeldmarschall
- 1719: Farrukh Siyar, Großmogul von Indien
- 1722: William Kerr, 2. Marquess of Lothian, britischer Adliger, Offizier und Politiker
- 1723: Thomas d’Urfey, englischer Autor
- 1728: Ogyū Sorai, japanischer neokonfuzianischer Philosoph
- 1729: Lovro Šitović, kroatischer Schriftsteller
- 1730: Michelangelo Tamburini, General der Societas Jesu
- 1733: Ignaz Waibl, Tiroler Holzbildhauer und -schnitzer
- 1742: Willem Jacob ’s Gravesande, niederländischer Astronom, Philosoph, Physiker und Mathematiker
- 1748: Hieronymus von Erlach, Schweizer General
- 1748: Johann Rudolf Huber, Schweizer Maler
- 1758: Balthasar Freiherr von Campenhausen, russischer Generalleutnant und Generalgouverneur Finnlands
- 1760: François Thurot, französischer Freibeuter und Marineoffizier
- 1775ː Xiao Yi Chun, Konkubine des chinesischen Kaisers Qianlong
- 1781: Richard Stockton, Delegierter für New Jersey im Kontinentalkongress
- 1784: Angelius Johann Daniel Aepinus, deutscher Philosoph und Hochschullehrer
- 1788: Thomas Cushing, Mitglied des Kontinentalkongresses und Gouverneur des Bundesstaates Massachusetts
- 1792: Johann Christoph Rudolph, deutscher Jurist und Hochschullehrer
- 1796: Friedrich Wilhelm Rust, deutscher Komponist

### 19. Jahrhundert
- 1801: Joseph Anton Steiner, deutscher katholischer Theologe

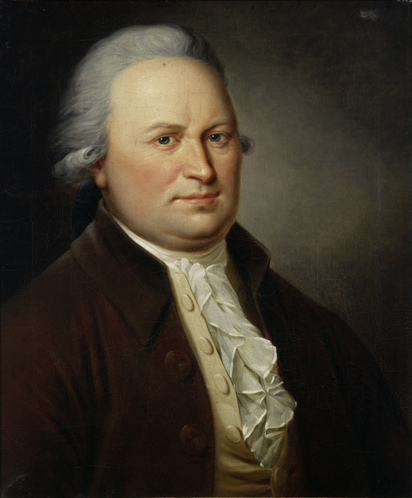
Johann Wilhelm von Archenholz († 1812)

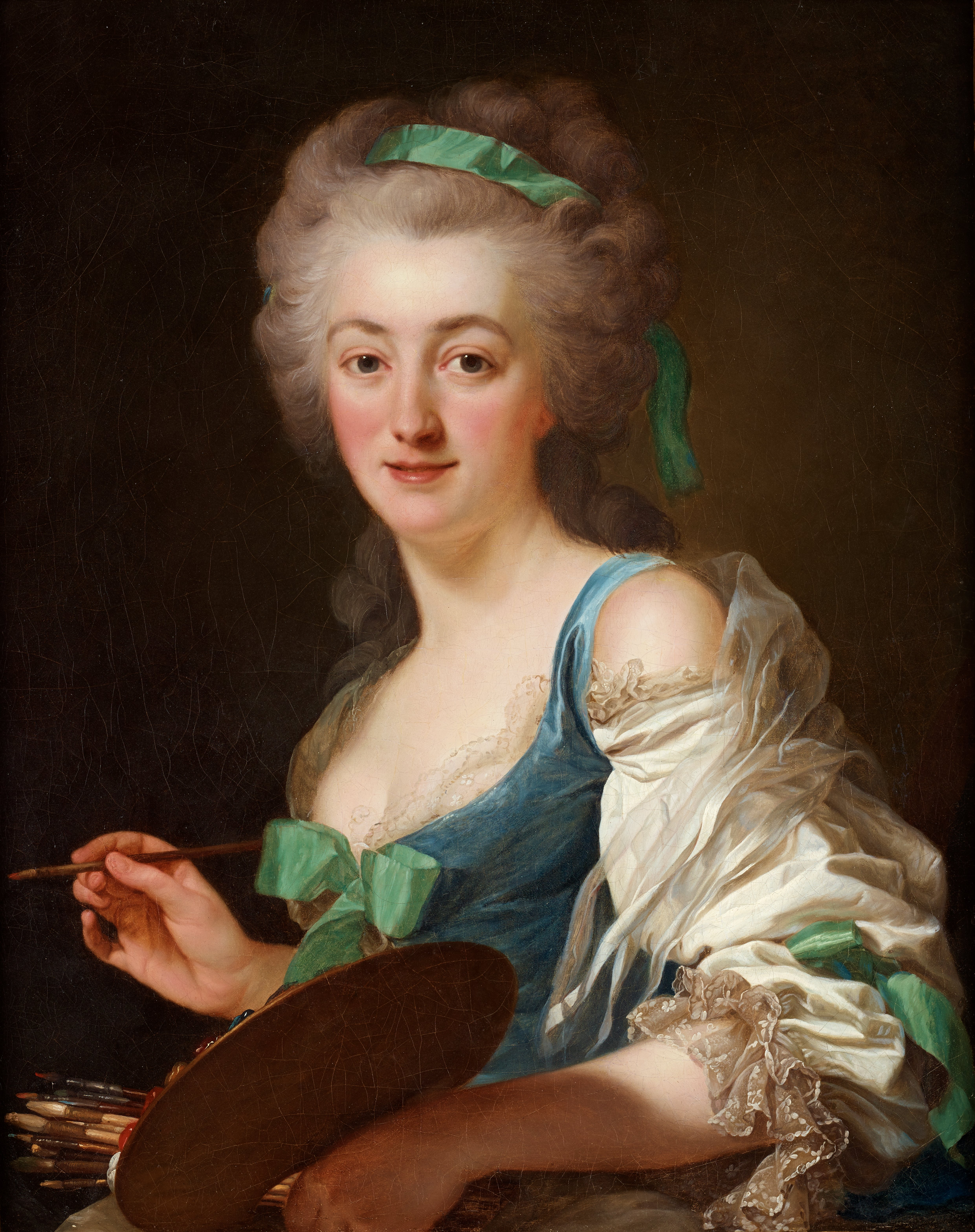
Anne Vallayer-Coster († 1818)

- 1812: Johann Wilhelm von Archenholz, preußischer Historiker und Publizist
- 1812: Hugo Kołłątaj, polnischer Politiker und Publizist
- 1817: Pietro Carlo Guglielmi, italienischer Komponist
- 1818: Anne Vallayer-Coster, französische Malerin
- 1821: Antoine Alexandre Hanicque, französischer Général de division
- 1822: Herrmann Friedrich David Bauer, preußischer Jurist und Beamter
- 1825ː Grace Kennedy, schottische Schriftstellerin
- 1829: Lorenz Karsten, deutscher Ökonom, Agrarwissenschaftler und Hochschullehrer
- 1836: Friedrich August Grotefend, deutscher Altphilologe
- 1841: Claude François Chauveau-Lagarde, französischer Advokat
- 1844: Thomas Walker Gilmer, US-amerikanischer Politiker
- 1844: Abel P. Upshur, US-amerikanischer Jurist, Politiker und Außenminister
- 1845: Charles Duvernoy, französischer Klarinettist, Musikpädagoge und Komponist
- 1845: Bernhard Sökeland, deutscher Philologe und Historiker
- 1848: Anastasius Adam, Schweizer Geistlicher und Mitglied des Minoritenordens (Franziskaner-Konventualen)
- 1848: Anton Nikolaus Martens, Probst
- 1854: Simón Rodríguez, venezolanischer Pädagoge, Philosoph und Utopischer Sozialist
- 1855: Pjotr Iwanowitsch Rikord, russischer Admiral
- 1858: Johann Georg Oestreich, deutscher Orgelbauer

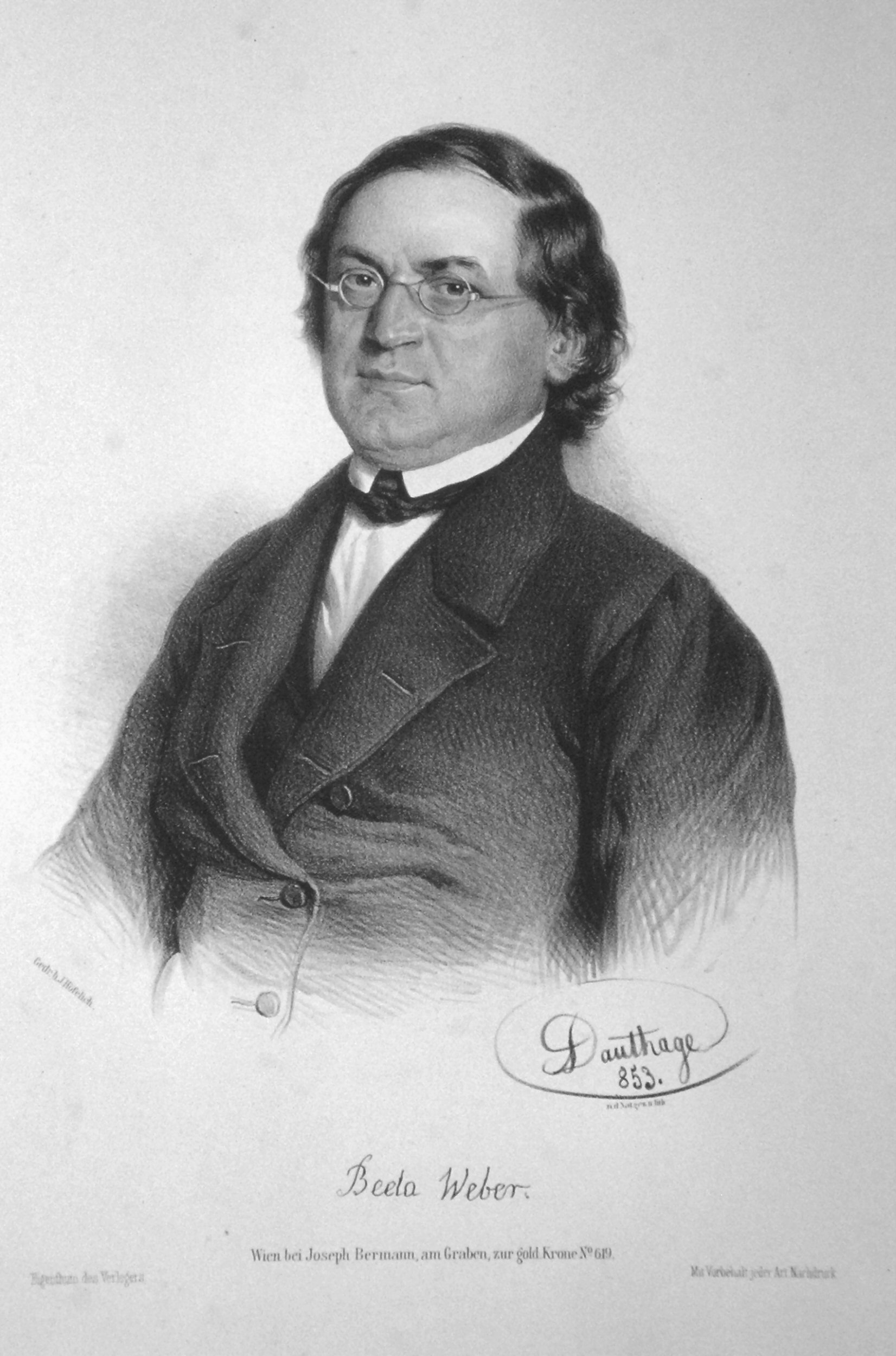
Beda Weber († 1858)

- 1858: Beda Weber, deutscher Schriftsteller, Theologe und Politiker
- 1864: Hermann Crüger, deutscher Botaniker und Pharmazeut
- 1866: Henryk Rzewuski, polnischer Schriftsteller
- 1868: Arthur Anderson, englischer Unternehmer und Politiker
- 1868: August Wissowa, deutscher Altphilologe und Pädagoge
- 1869: Alphonse de Lamartine, französischer Dichter, Schriftsteller und Politiker
- 1869ː Clotilde Koch-Gontard, Unternehmerin, Salonnière, Verfasserin eines Tagebuches über die Nationalversammlung 1848
- 1877: Napoleon Nolsøe, färöischer Arzt
- 1879: Julius Heinrich von Hollen, deutscher Jurist, Gutsbesitzer und Abgeordneter
- 1883: Louis-Adolphe Bertillon, französischer Mediziner, Anthropologe, Statistiker und Demograph
- 1887: Lodovico Jacobini, italienischer Kardinal und päpstlicher Staatssekretär
- 1887: Wilhelmine Amalie Wöhler, deutsche Malerin
- 1891: George Hearst, US-amerikanischer Bergbaumagnat und Senator
- 1891: Giovanni Morelli, italienischer Abgeordneter und Senator, Arzt und Kunsthistoriker
- 1892: August Freund, galizischer Chemiker
- 1894: Janet Monach Patey, englische Sängerin
- 1895: Gottfried Kalmring, deutscher Landwirt, Bürgermeister und Reichstagsabgeordneter
- 1896: Joseph Munsch, österreichischer Maler
- 1899: Georg von Apponyi, ungarischer Adeliger und Politiker
- 1899: José María Cabral, dominikanischer Politiker und Präsident der Dominikanischen Republik
- 1900: Marie Frankenstein, deutschamerikanische Malerin und Bildhauerin
- 1900: Georg Christian Wilhelm Meyer, deutscher Rechtswissenschaftler und Politiker

### 20. Jahrhundert

#### 1901–1950
- 1904: Levegh, französischer Rennfahrer

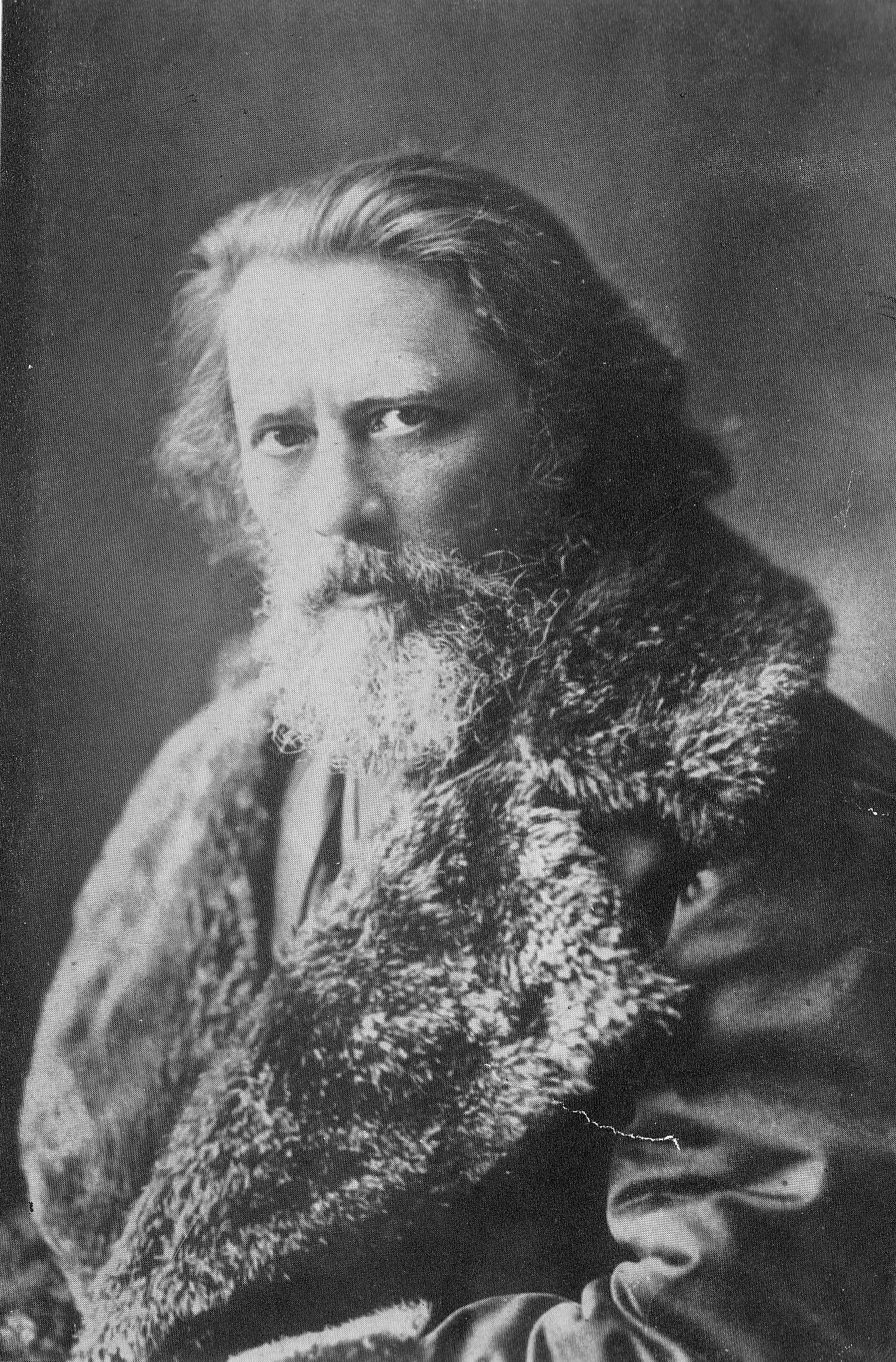
Mihály Zichy († 1906)

- 1906: Mihály Zichy, ungarischer Maler
- 1907ː Karoline Gräfin Hunyady, ungarische Adelige, Hofdame bei Kaiserin Elisabeth von Österreich-Ungarn
- 1908: Pat Garrett, US-amerikanischer Sheriff
- 1909ː Henriëtte Ronner-Knip, niederländisch-belgische Kunstmalerin
- 1911: Ida Baccini, italienische Schriftstellerin und Journalistin
- 1915: Anna Stainer-Knittel, österreichische Porträt- und Blumenmalerin
- 1916: Henry James, US-amerikanischer Schriftsteller
- 1918: Otto Schill, deutscher Jurist und Kommunalpolitiker
- 1921: Hermann Schmidt, deutscher Jurist und Oberbürgermeister von Erfurt
- 1923: Hugo Licht, deutscher Architekt und Stadtbaurat

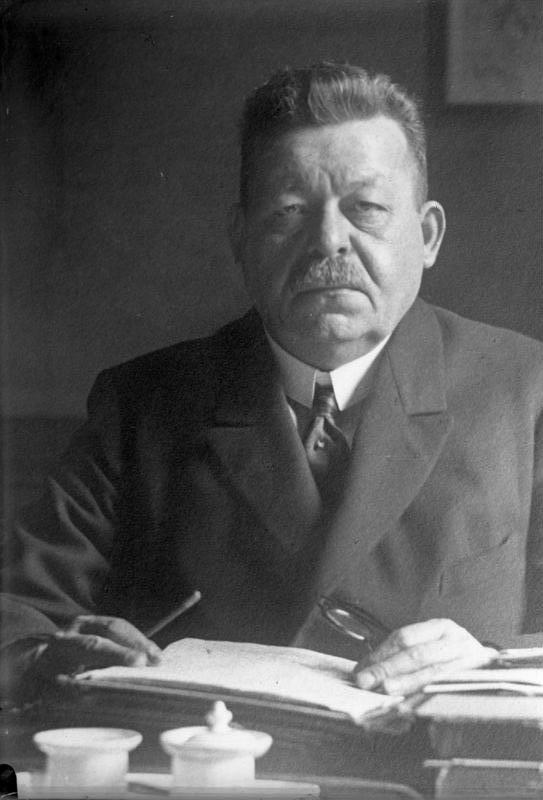
Friedrich Ebert († 1925)

- 1925: Friedrich Ebert, deutscher Politiker, MdR, Reichskanzler und Reichspräsident der Weimarer Republik
- 1925: Imre Rokken (1903–1925), ungarischer Fußballspieler
- 1925: Friedrich Rose, deutscher Chemiker
- 1926: Alphonse Louis Nicolas Borrelly, französischer Astronom
- 1926: Giovanni Cagliero, italienischer Ordensgeistlicher, vatikanischer Diplomat
- 1926: Gustav Otto, deutscher Flugzeugbauer
- 1928: Carl Josef Alois Bourdet, deutscher Kunstmaler und Aquarellist
- 1928: Emerenz Meier, deutsche Schriftstellerin
- 1932: Guillaume Bigourdan, französischer Astronom und Präsident der Académie des sciences
- 1932: Willibald Siemann, deutscher Orgelbauer
- 1933: Lilla Cabot Perry, US-amerikanische Malerin
- 1935: Alexander Willem Frederik Idenburg, niederländischer Gouverneur von Suriname
- 1935: Chiquinha Gonzaga, brasilianische Komponistin
- 1936: Charles Nicolle, französischer Arzt und Mikrobiologe
- 1939: Andri Augustin,  schweizerischer Romanist
- 1939: Michael Zeno Diemer, deutscher Maler
- 1940: Andreas Heusler, Schweizer Altgermanist
- 1941: Alfons XIII., spanischer König
- 1942: Arne Mortensen, norwegischer Ruderer
- 1942: Gustav Neuhaus, deutscher Jurist und Sprachwissenschaftler
- 1943: Alexandre Émile Jean Yersin, schweizerisch-französischer Arzt und Bakteriologe, entdeckte den Pesterreger

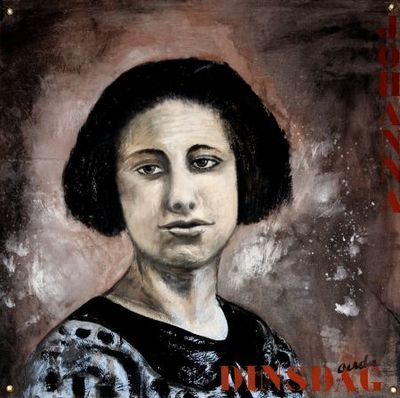
Johanna Slagter-Dingsdag (* 1945)

- 1945: Johanna Slagter-Dingsdag, niederländische Widerstandskämpferin, Holocaustopfer
- 1946: Eriks Ādamsons, lettischer Schriftsteller
- 1947: Francis Yard, französischer Schriftsteller
- 1948: August Arteldt, deutscher Politiker

#### 1951–2000
- 1952: Albert Forster, deutscher Politiker, Kriegsverbrecher
- 1952ː Stephanie Glax, österreichische Grafikerin, Zeichnerin, Illustratorin und Malerin
- 1955: August Adriaan Pulle, niederländischer Botaniker
- 1955: Josiah Ritchie, britischer Tennisspieler

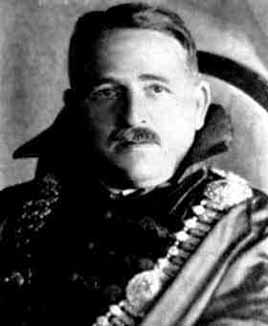
Frigyes Riesz († 1956)

- 1956: Frigyes Riesz, ungarischer Mathematiker
- 1957: Nils Åberg, schwedischer Archäologe
- 1958: Osman Zeki Üngör, türkischer Komponist, Violinist und Dirigent
- 1959: Maxwell Anderson, US-amerikanischer Schriftsteller
- 1959: Beatrix Farrand, US-amerikanische Landschaftsarchitektin
- 1960: Lina Drechsler Adamson, kanadische Geigerin und Musikpädagogin
- 1960: Walter Zawadil, deutscher Politiker, MdB
- 1963: Rajendra Prasad, indischer Politiker, erster Staatspräsident
- 1963: Luigi Segre, italienischer Fahrzeugdesigner
- 1965: Adolf Schärf, österreichischer Politiker, Bundespräsident
- 1965: Franz Reichel, deutscher Architekt
- 1966: Elliot See, US-amerikanischer Astronaut
- 1967: Henry Luce, US-amerikanischer Verleger
- 1969: Gustavo Testa, italienischer Geistlicher, vatikanischer Diplomat, Kurienkardinal
- 1971: Hans Müller, österreichischer Schachspieler und Theoretiker
- 1972: Victor Barna, ungarischer Tischtennisspieler
- 1973: Terig Tucci, argentinischer Komponist und Violinist, Pianist und Mandolinist
- 1974: Carlos Keller Rueff, deutsch-chilenischer Journalist und Schriftsteller
- 1975: Robert Lips, Schweizer Comiczeichner
- 1977: Eddie Anderson, US-amerikanischer Entertainer und Schauspieler
- 1978: Philip Ahn, US-amerikanischer Schauspieler
- 1978: Rudolf Paul, deutscher Politiker, Ministerpräsident von Thüringen
- 1978: Eric Frank Russell, britischer Schriftsteller
- 1981: Albin Lesky, österreichischer Altphilologe
- 1981: August Wilhelm Raapke, deutscher Kaufmann und Behördenleiter
- 1981: Talbot Rothwell, britischer Autor und Drehbuchautor
- 1981: Walter Schmidt, deutscher Geistlicher, Stammapostel der Neuapostolischen Kirche
- 1982: Friedrich Liebling, deutscher Psychologe
- 1983: Winifred Atwell, Pianistin aus Trinidad
- 1983: Sepp Tanzer, österreichischer Komponist
- 1985: David Byron, britischer Musiker

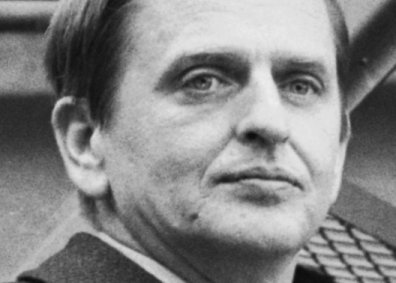
Olof Palme († 1986)

- 1986: Olof Palme, schwedischer Politiker, Premierminister, Attentatsopfer
- 1986: William Dollar, US-amerikanischer Balletttänzer, Ballettmeister und Choreograph
- 1986: Erna Lincke, deutsche Künstlerin
- 1987: Karl Emerich Krämer, deutscher Schriftsteller
- 1987: Anny Ondra, deutsch-tschechische Schauspielerin
- 1988: Asakazu Nakai, japanischer Kameramann
- 1989: Hermann Burger, Schweizer Schriftsteller
- 1989: Wladimir Horbowski, georgischer Klavierpädagoge
- 1990: Walter Kienitz, deutscher Brigadegeneral der Luftwaffe, Unterabteilungsleiter im Bundesnachrichtendienst
- 1990: Manuel Sabre Marroquín, mexikanischer Pianist und Komponist
- 1991: Reinhard Bendix, US-amerikanischer Soziologe deutscher Herkunft.
- 1992: Arsène Becuwe, belgischer Komponist und Dirigent
- 1993: Ishirō Honda, japanischer Regisseur
- 1993: Karl Richard Tschon, deutscher Schriftsteller und Hörspielautor
- 1994: Olivier Alain, französischer Organist, Pianist, Musikwissenschaftler und Komponist
- 1994: Aleksander Frączkiewicz, polnischer Musikwissenschaftler und -pädagoge
- 1995: Adolf Fischer, deutscher Genealoge
- 1995: Bill Richards, kanadischer Geiger und Komponist
- 1995: Max Rudolf, deutsch-US-amerikanischer Dirigent
- 1996: Bruno von Freytag-Löringhoff, deutscher Philosoph und Mathematiker
- 1996: Vladimír Vaina, tschechoslowakischer Ruderer
- 1998: Antonio Quarracino, argentinischer Geistlicher, Erzbischof von La Plata und Buenos Aires
- 1999: Anthea Askey, britische Schauspielerin
- 1999: Bill Duniven, US-amerikanischer Rock-’n’-Roll-Musiker
- 1999: Ernst Günther Schmidt, deutscher Altphilologe
- 1999: Bill Talbert, US-amerikanischer Tennisspieler
- 2000: Saúl Morales Corral, spanischer Radrennfahrer

### 21. Jahrhundert

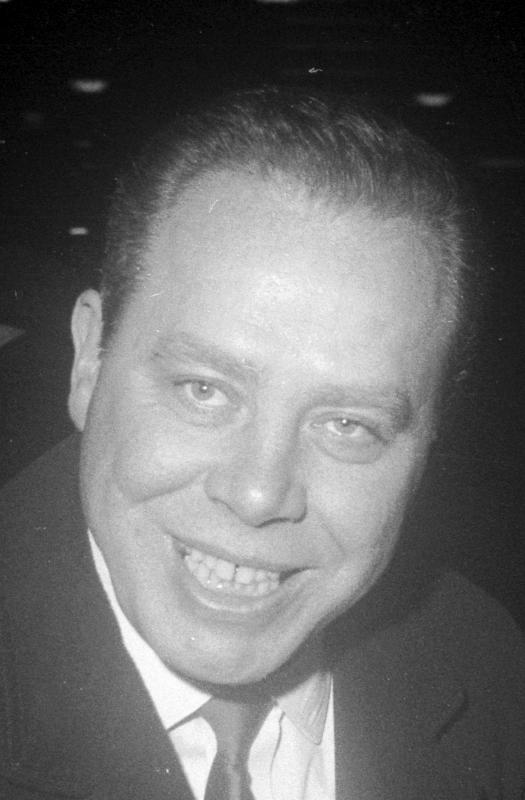
Helmut Zacharias († 2002)

- 2002: Helmut Zacharias, deutscher Violinist
- 2003: Albert Batteux, französischer Fußballspieler und -trainer
- 2003: Chris Brasher, britischer Leichtathlet, Olympiasieger
- 2003: Perikles Fotopoulos, griechisch-italienischer Schlagersänger
- 2004: Daniel J. Boorstin,  US-amerikanischer Historiker und Schriftsteller, Leiter der Library of Congress der USA
- 2004: Carmen Laforet, spanische Schriftstellerin
- 2004: Otto Steidle, deutscher Architekt
- 2004: Robin Wood, kanadischer Pianist und Musikpädagoge
- 2005: Chris Curtis, britischer Musiker
- 2005: Mario Luzi, italienischer Lyriker
- 2005: Édouard Stern, französischer Bankier und Financier
- 2006: Hans Albrecht, deutscher Forstmann und Politiker
- 2006: Napoleón Dihmes, dominikanischer Opernsänger
- 2007: Egon Monk, deutscher Schauspieler, Theater- und Filmregisseur, Dramaturg und Autor
- 2007: Arthur M. Schlesinger, US-amerikanischer Historiker
- 2008: Julian Rathbone, britischer Schriftsteller
- 2008: Mike Smith, britischer Sänger, Komponist und Musikproduzent
- 2009: Max Aebischer, Schweizer Politiker

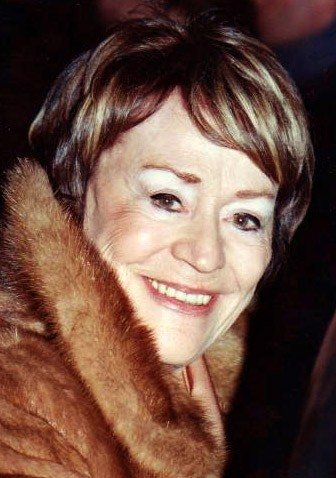
Annie Girardot († 2011)

- 2010: Herbi Lips, Schweizer Zirkusdirektor
- 2011: Annie Girardot, französische Schauspielerin
- 2011: Günter Mast, deutscher Manager (Mast-Jägermeister SE), erster Fußballsponsor mittels Trikotwerbung in Deutschland
- 2011: Jane Russell, US-amerikanische Schauspielerin
- 2011: Jan van Schijndel, niederländischer Fußballspieler
- 2012: Karl Arnold, deutscher Gewichtheber
- 2012: José Antonio Attolini Lack, mexikanischer Architekt
- 2012: Fritz Hakl, österreichischer Schauspieler
- 2012: Davy Jones, englischer Sänger (Monkees)
- 2012: Armand Penverne, französischer Fußballspieler
- 2013: Paul Walter Fürst, deutscher Musiker und Komponist
- 2013: Donald Arthur Glaser, US-amerikanischer Physiker und Nobelpreisträger
- 2013: Bruce Reynolds, englischer Posträuber
- 2013: Eigo Satō, japanischer Freestyle-Motocrosspilot
- 2014: Gerhard Grill, deutscher Handballspieler
- 2015: Braulio Castillo, puerto-ricanischer Schauspieler
- 2015: Yaşar Kemal, kurdisch-türkischer Schriftsteller
- 2015: Hans-Joachim Scheel, deutscher Motorradrennfahrer und Arzt
- 2016: George Kennedy, US-amerikanischer Schauspieler
- 2016: Alfred Hubertus Neuhaus, deutscher Unternehmer und Politiker
- 2017: Mickey Bohnacker, deutscher Pressefotograf und Fotojournalist
- 2017: Claude Pascal, französischer Komponist
- 2017: Wladimir Wladimirowitsch Petrow, russisch-sowjetischer Eishockeyspieler und -funktionär
- 2017: Elisabeth Waldheim, österreichische Politikergattin
- 2018: Volker Klemm, deutscher Agrarhistoriker und Politiker
- 2018: Erwin Patzke, deutscher Botaniker
- 2019: Erich Müller, Schweizer Industriemanager und Politiker

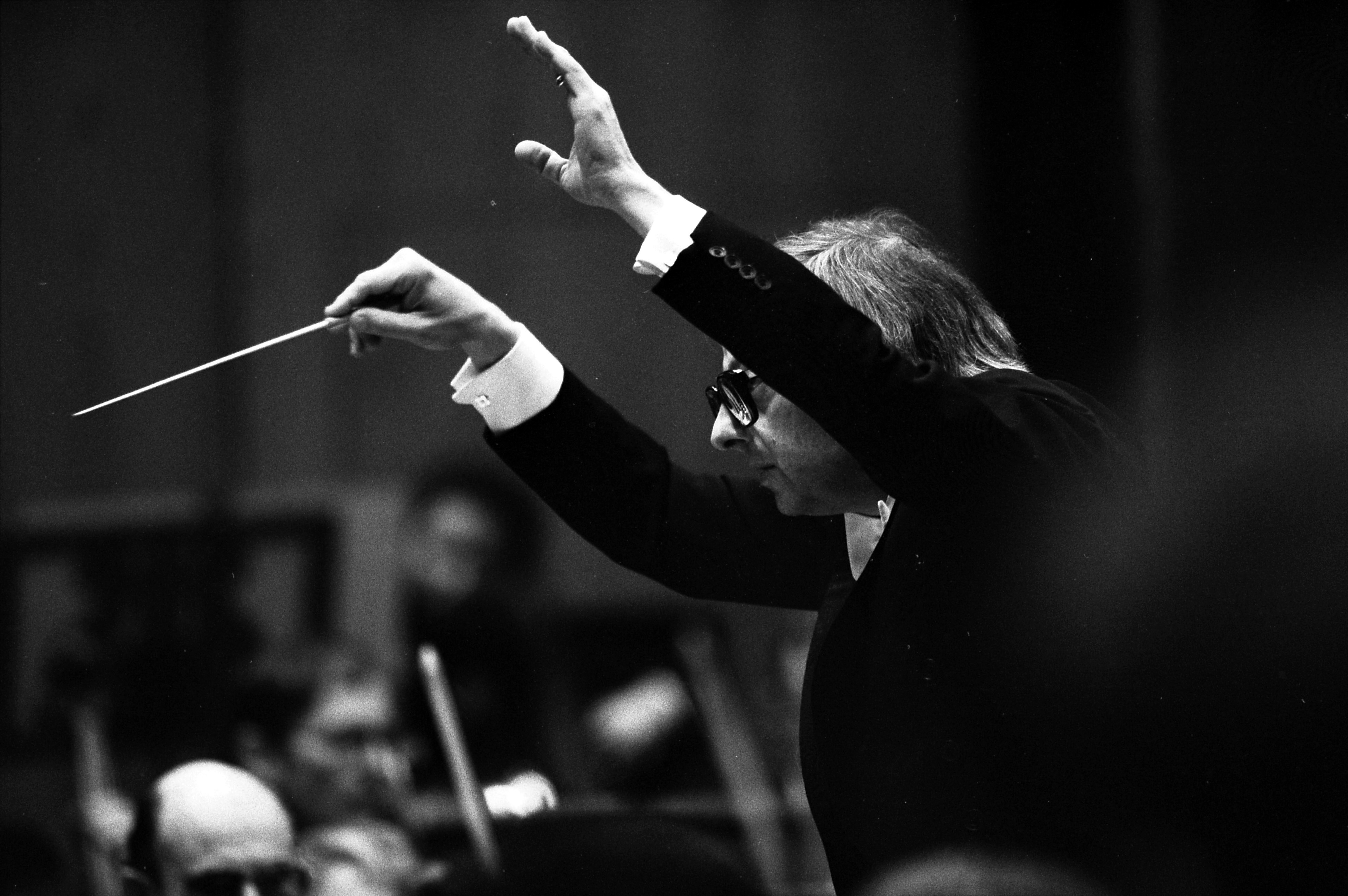
André Previn († 2019)

- 2019: André Previn, deutsch-US-amerikanischer Pianist, Komponist und Dirigent
- 2020: Freeman Dyson, britisch-US-amerikanischer Physiker und Mathematiker
- 2021: Mamoru Morimoto, japanischer Leichtathlet
- 2022: Osbert de Rozario, singapurischer Hockeyspieler
- 2023: Dennis Aase, US-amerikanischer Autorennfahrer
- 2023: Michael Botticelli, US-amerikanischer Eiskunstläufer
- 2024: Anneke Levelt Sengers, niederländische Physikerin
- 2025: Hans-Rüdiger Groß, deutscher Radsportler

## Feier- und Gedenktage
- Kirchliche Gedenktage
  - Martin Bucer, elsässischer Ordensmann und Reformator (evangelisch)
  - Romanustag (katholisch)
- Namenstage
  - Roman, Silvana
- Brauchtum
  - Finnland: Kalevala-Tag

Weitere Einträge enthält die Liste von Gedenk- und Aktionstagen.